# Agricultura en Brasil
La agricultura en Brasil es, históricamente, una de las principales bases de la economía del país, desde los principios de la colonización hasta el siglo XXI, evolucionando de los extensos monocultivos a la diversificación de la producción.
Inicialmente productora de la caña de azúcar, pasando por el café, la agricultura brasileña se presenta como una de las mayores exportadoras del mundo en diversas especies de cereales, frutas, granos, entre otros.
Desde el Estado Novo, con Getúlio Vargas, se acuñó la expresión que dice "Brasil, el granero del mundo" - acentuando la vocación agrícola del país.
A pesar de esto, la agricultura brasileña presenta problemas y desafíos, que van de la reforma agraria a la deforestación, principalmente en el Amazonas; del éxodo rural al financiamiento de la producción; de la red de drenaje a la viabilización de la economía de la agricultura familiar: implicando cuestiones políticas, sociales, ambientales, tecnológicas y económicas.
Para Norman Borlaug, Premio Nobel de la Paz de 1970, de visita en Brasil en el 2004, el país debe poner un mayor énfasis en la agricultura. Mientras los Estados Unidos ya explotan toda su área cultivable, Brasil aún dispone de cerca de ciento seis millones de hectáreas de área fértil disponible - un territorio superior a Francia y España juntas.
Según resultados de la investigación hecha por el IBGE, en el año 2008, a pesar de la crisis financiera mundial, Brasil tuvo una producción agrícola récord, con un crecimiento del orden del 9,1% en relación con el año anterior, motivada principalmente por las condiciones climáticas favorables. La producción de granos ese año alcanzó la cifra inédita de 145 400 000  (ciento cuarenta y cinco millones cuatrocientas mil) toneladas.
Esa producción fue la mayor registrada en la historia; hubo un aumento, en relación con el año anterior, del 4,8% del área plantada que ascendió a 65 338 000 (sesenta y cinco millones trescientas treinta y ocho mil) hectáreas. La cosecha récord generó 148 000 000 000 (ciento cuarenta y ocho mil millones) de Reales, teniendo como principales productos el maíz (con un crecimiento del 13,1%) y la soja (con un crecimiento del 2,4%).

## Producción agrícola de Brasil en 2018
En 2018, Brasil:
- Fue, con mucho, el mayor productor mundial de caña de azúcar (746,8 millones de toneladas). El segundo lugar, India, produce aproximadamente la mitad de la producción de Brasil (376,9 millones de toneladas). Brasil utiliza gran parte de la caña para producir etanol, además de exportar mucho azúcar.
- Fue el segundo productor mundial de soja (117,8 millones de toneladas), solo superado por Estados Unidos. Sin embargo, Brasil superó la producción de soja de Estados Unidos en 2020.[10]
- Fue el tercer productor mundial de maíz (82,2 millones de toneladas), solo superado por Estados Unidos y China.
- Fue el quinto productor mundial de mandioca (17,6 millones de toneladas), solo superado por Nigeria, Tailandia, Congo y Ghana.
- Fue el mayor productor mundial de naranja (16,7 millones de toneladas).
- Fue el noveno productor mundial de arroz (11,7 millones de toneladas).
- Fue el tercer productor mundial de banano (6,7 millones de toneladas), solo superado por India y China. Si también consideramos los plátanos (plantain), Brasil es el séptimo productor más grande.
- Produjo 5,4 millones de toneladas de trigo.
- Fue el cuarto productor mundial de algodón (4,9 millones de toneladas), perdiendo solo frente a India, Estados Unidos y China.
- Fue el décimo productor mundial de tomate (4,1 millones de toneladas).
- Produjo 3,6 millones de toneladas de patata.
- Fue el mayor productor mundial de café (3,5 millones de toneladas).
- Fue el mayor productor mundial de guaraná (3,3 millones de toneladas).
- Produjo 3,2 millones de toneladas de verdura.
- Fue el tercer productor mundial de frijoles (2,9 millones de toneladas), solo superado por Myanmar y la India.
- Fue el tercer productor mundial de piña (2,6 millones de toneladas), solo superado por Costa Rica y Filipinas.
- Fue el quinto mayor productor mundial de coco (2,3 millones de toneladas), perdiendo ante Indonesia, Filipinas, India y Sri Lanka.
- Fue el cuarto productor mundial de sandía (2,3 millones de toneladas), perdiendo ante China, Irán y Turquía.
- Fue el séptimo productor mundial de sorgo (2,2 millones de toneladas).
- Fue el séptimo productor mundial de mango (incluido mangostán y guayaba) (1,9 millones de toneladas).
- Fue el decimocuarto productor mundial de uva (1,6 millones de toneladas).
- Fue el 14.º productor mundial de cebolla (1,5 millones de toneladas).
- Produjo 1,5 millones de toneladas de aceite de palma.
- Fue el quinto mayor productor mundial de limón (1,4 millones de toneladas), perdiendo ante India, México, China y Argentina.
- Fue el mayor productor mundial de açaí (1,3 millones de toneladas).[11]
- Fue el decimotercer productor mundial de manzana (1,1 millones de toneladas).
- Fue el segundo productor mundial de papaya (1 millón de toneladas), solo superado por la India.
- Produjo 996 000 toneladas de mandarina.
- Produjo 897 000 toneladas de avena.
- Fue el segundo productor mundial de tabaco (762 000 toneladas), solo superado por China.
- Produjo 741 000 toneladas de batata.
- Fue el 14º productor mundial de maní (563 000 toneladas).
- Produjo 546 000 toneladas de yerba mate.
- Produjo 330 000 toneladas de cebada.
- Fue el sexto productor mundial de cacao (239 000 toneladas).
- Fue el sexto productor mundial de aguacate (235 000 toneladas).
- Produjo 199 000 toneladas de caucho natural.
- Fue el sexto productor mundial de caqui (156 000 toneladas).
- Fue el noveno productor mundial de anacardo (141 000 toneladas).
- Produjo 135 000 toneladas de girasol.
- Fue el mayor productor mundial de castaña de Pará (36 000 toneladas).

Además de producciones más pequeñas de otros productos agrícolas.

## Historia
Sin embargo la tierra en sí es de muy buenos aires, así frios y templados, como los de Entre Doiro y Minho, porque en este tiempo de ahora los hallábamos como los de allá. Aguas hay muchas, infinitas. Y de tal forma es graciosa que, queriéndola aprovechar, se da en ella todo, por bien de las aguas que tiene
Pero Vaz de Caminha, Carta a El Rei D. Manuel

De los indígenas con su agricultura primitiva al gran proceso de agroindustria de exportación, Brasil viene expandiendo su vocación agrícola, hasta el punto de tener en la agricultura uno de los principales valores de su economía, con posibilidades de expansión, sobre todo por la mejora de la calidad productiva.

### Principios

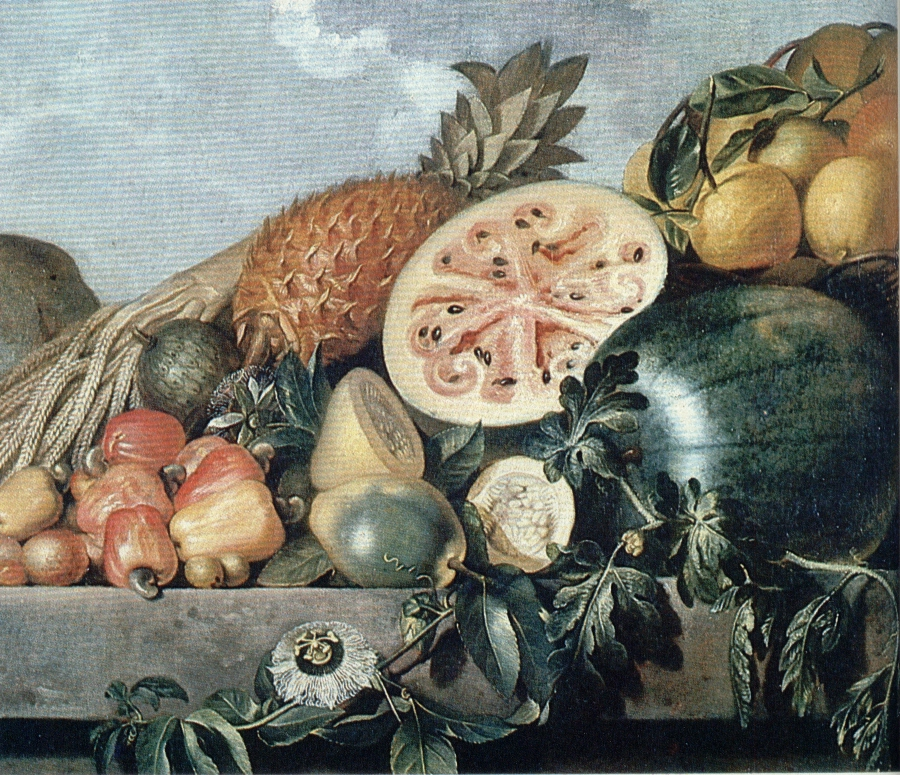
Frutas brasileñas, en pintura de Albert Eckhout.

La agricultura era una práctica conocida por los nativos, que cultivaban la yuca, el cacahuete, el tabaco, la batata y el maíz, además de realizar el extractivismo vegetal para diversos otros cultivos de la flora local, como el babasú o el pequi, bien para la alimentación bien para subproductos como la paja o la madera, y también frutas nativas como el guapurú, el caju, el cajá y muchas otras.
Hasta la introducción del cultivo de exportación, la explotación del palo brasil fue el principal motivo económico de Portugal para poseer esas nuevas tierras.

#### La tala y quema

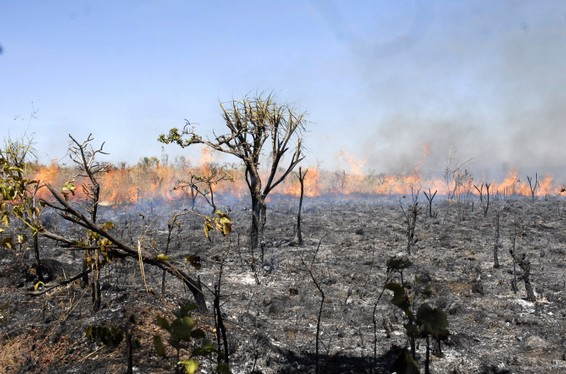
La tala y quema es un problema aún presente en la agricultura brasileña.

Una de las prácticas utilizadas por los indígenas, en la limpieza de terrenos para el cultivo era la tala y quema. Con esta técnica se conseguía, además de la rápida limpieza del terreno, el aprovechamiento de las cenizas como fertilizante.
Al contrario de lo que preconizan los estudiosos y personas que, como Monteiro Lobato, consideraron la práctica como un legado nocivo de los indios, la tala y quema que realizaron a lo largo de los 12 000 (doce mil) años de su presencia en las actuales tierras de Brasil, no afecto al equilibrio de la naturaleza - lo que, sin embargo, dejó de ocurrir con la incorporación de la limpieza del terreno mediante el fuego en la cultura europea introducida a partir de 1500, la división de la tierra en propiedades, el monocultivo, etc., que diezmarían la flora nativa.
La gestión de los indígenas no estaba basada únicamente en el fuego: la formación de campos en zonas escogidas permitía la interacción con la naturaleza circundante, su preservación, obteniendo a cambio la caza, la protección contra plagas. Algo que fue perdido, como contrastó Darcy Ribeiro, al afirmar: "Así pasaron milenios hasta que surgieron los agentes de nuestra civilización provistos, también allí, de la capacitad de agredir y herir mortalmente el equilibrio milagrosamente logrado por aquellas formas complejas de vida".

### Brasil Colonia: el monocultivo de la caña

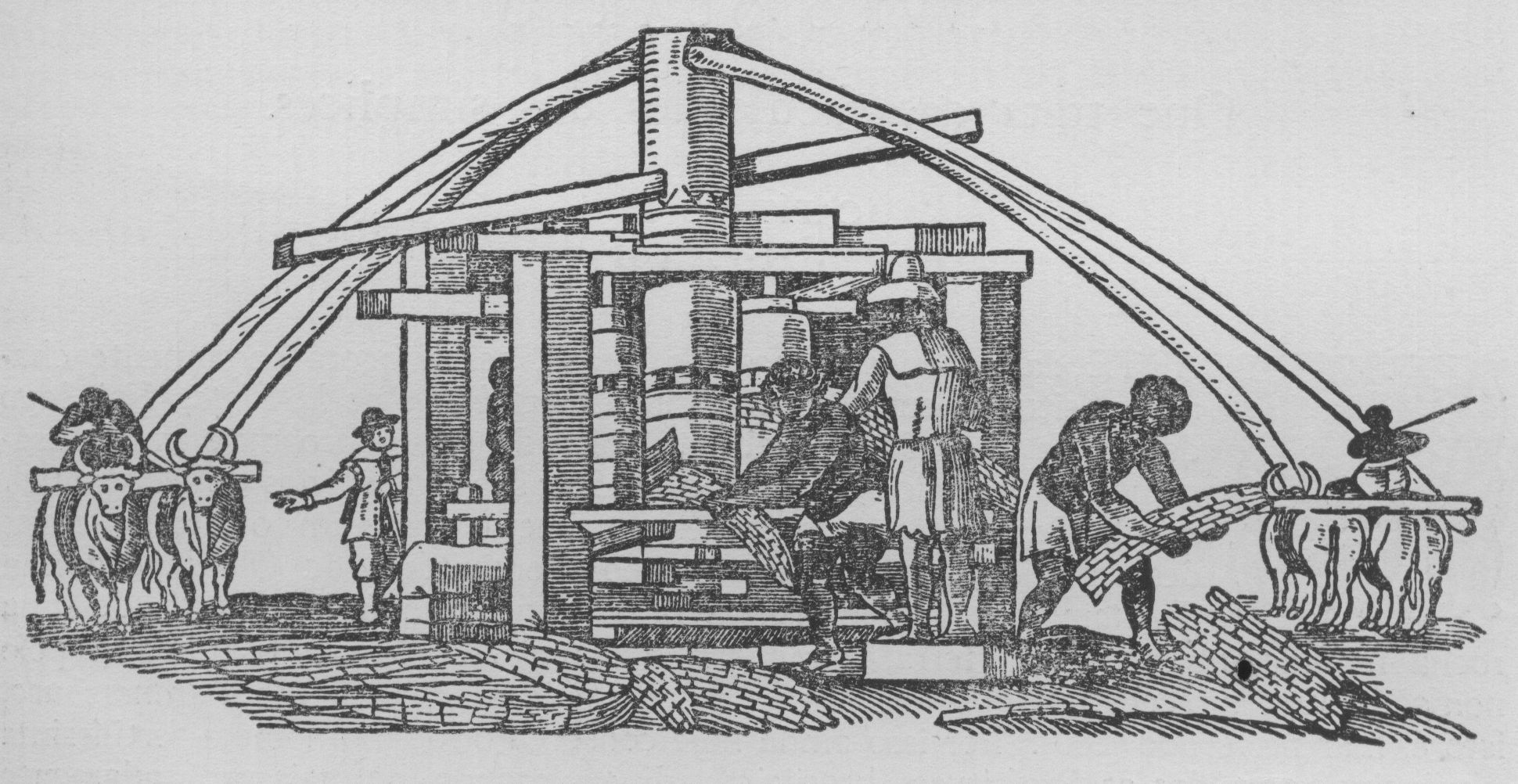
El azúcar atrajo al colonizador, hizo traer esclavos de África y provocó la invasión del territorio.
La imagen retrata un ingenio holandés, en la obra Historia Naturalis Brasiliae, de 1648.

Después del descubrimiento, las riquezas naturales de la tierra no se revelarían prometedoras, hasta la introducción de la caña de azúcar en la región región Nordeste. Eso obligó a los portugueses a introducir mano de obra esclava, capaz de realizar las duras tareas del monocultivo, sistemas muchas veces llamados cultivos de plantación. Esa fuente de riqueza, sin embargo, no sirvió para la promoción del desarrollo técnico o social.
La concentración de la riqueza y la formación de latifundios generaron un sistema social casi feudal - contrariamente a lo que ocurrió, por ejemplo, en América del Norte, donde la tierra fue dividida en pequeñas propiedades. La economía brasileña era en su mayor parte dependiente de la exportación del azúcar, que a pesar de ser un treinta por ciento más barato que el producido en otras partes, no tenía acceso a los mercados, llegando su declive en la segunda mitad del siglo XVII. Muchas regiones productoras, entonces, pasaron a diversificar la producción, optando por la plantación del algodón o la del tabaco o del cacao en el Reconcavo Baiano, en la actual Microrregión de Salvador - aunque el legado negativo de ese periodo se ha mantenido: la estructura social arcaica y el bajo nivel de tecnología agrícola.

#### Mano de obra esclava

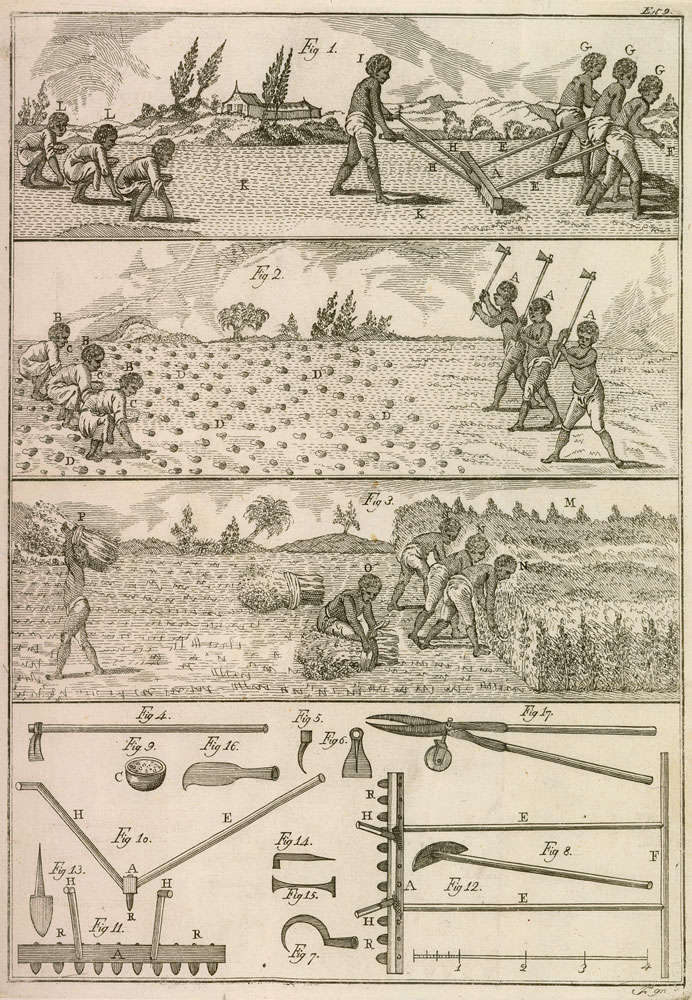
En la ilustración de "O Fazendeiro do Brasil", de 1806, José Mariano da Conceição Veloso describe etapas y herramientas usadas en el cultivo del Añil, en Brasil.

El trabajo del indígena, procurado inicialmente por los colonos, no se reveló productivo. Las leyes prohibían su esclavitud, aunque en algunos territorios estas no fueran respetadas. Sin embargo, incluso esos trabajadores forzados, se rebelaban, huían o simplemente morían. Los colonos pasaron a exigir, entonces, la llegada de los africanos.
En el primer siglo después del descubrimiento, la población esclava ya superaba a la de hombres libres. Tan necesaria era su fuerza de trabajo en la agricultura que el jesuita André João Antonil así lo describió: "los esclavos son las manos y los pies del señor del ingenio, porque sin ellos, en Brasil, no es posible hacer, conservar o aumentar la explotación, ni tener ingenios azucareros que funcionen".
Los esclavos fueron, aún, los responsables de la limpieza de las nuevas fronteras agrícolas, en el Oeste Paulista. Al final del segundo reinado Brasil ya producía más de la mitad de la producción mundial de grano de café, que sustituía en la agricultura el papel anteriormente representado por la caña de azúcar.
La Ley Áurea, según el historiador brasileño João Ribeiro, "más que toda obra humana y cristiana, amenazaba al trabajo y dañaba seriamente los intereses de los agricultores, en Brasil todavía había más de setecientos mil esclavos (...) Muchos de los agricultores se unieron al Partido Republicano o se mostraron indiferentes ante el ataque de las instituciones..." Hecha sin considerar una distribución de tierras para los antiguos esclavos, la abolición acabó provocando el éxodo rural, tanto de los trabajadores como de los propietarios arruinados. Por otro lado, fue la raíz de problemas futuros, como la favelización de los centros urbanos, la violencia y pobreza.

### Brasil Imperio: dominio del café

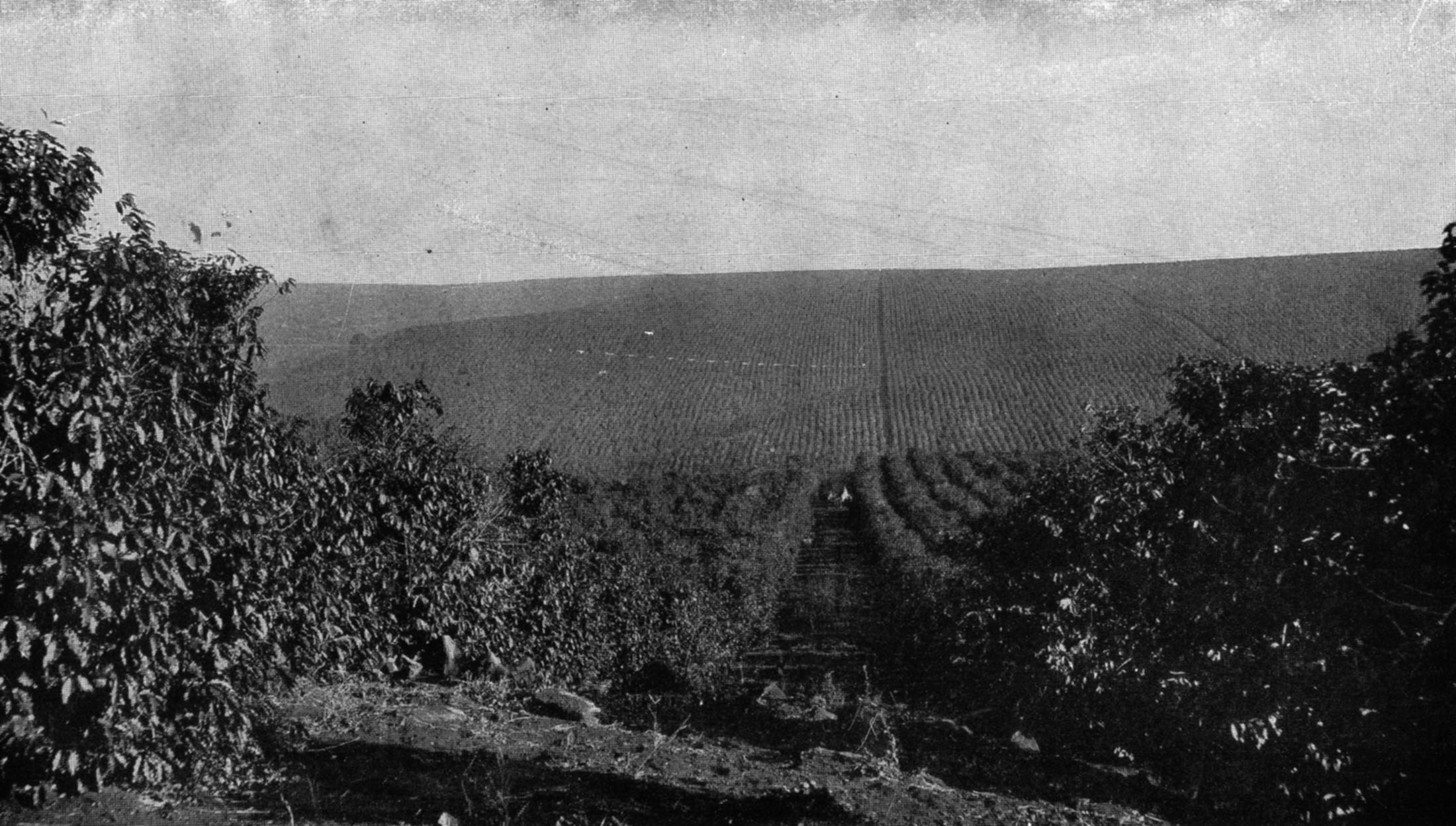
Plantación brasileña de café, a comienzos del.

El café fue introducido en el país al final del periodo colonial. Pero fue solo tras la independencia que la producción se consolidó en la región Sudeste, sobre todo en el estado de São Paulo. La exportación, que a comienzos del siglo XIX era de 3178 mil sacos de 60 kg, pasó a 51 millones 361 000 sacos, en las décadas de 1880 y 1890 - pasando de representar el 19% a cerca del 63% de las exportaciones del país.
Ese enorme peso económico hizo surgir una nueva oligarquía dominante en Brasil, los llamados barones del café. Aceleró, todavía más, los movimientos migratorios, con el fin de la esclavitud, alcanzando su pico en las llamadas política del café com leite y política de los gobernadores, esta última durante el gobierno de Campos Sales, hasta la crisis de 1929, para cerrar este ciclo en la década de 1930 y con la industrialización del país - con el capital procedente de los excedentes del café.

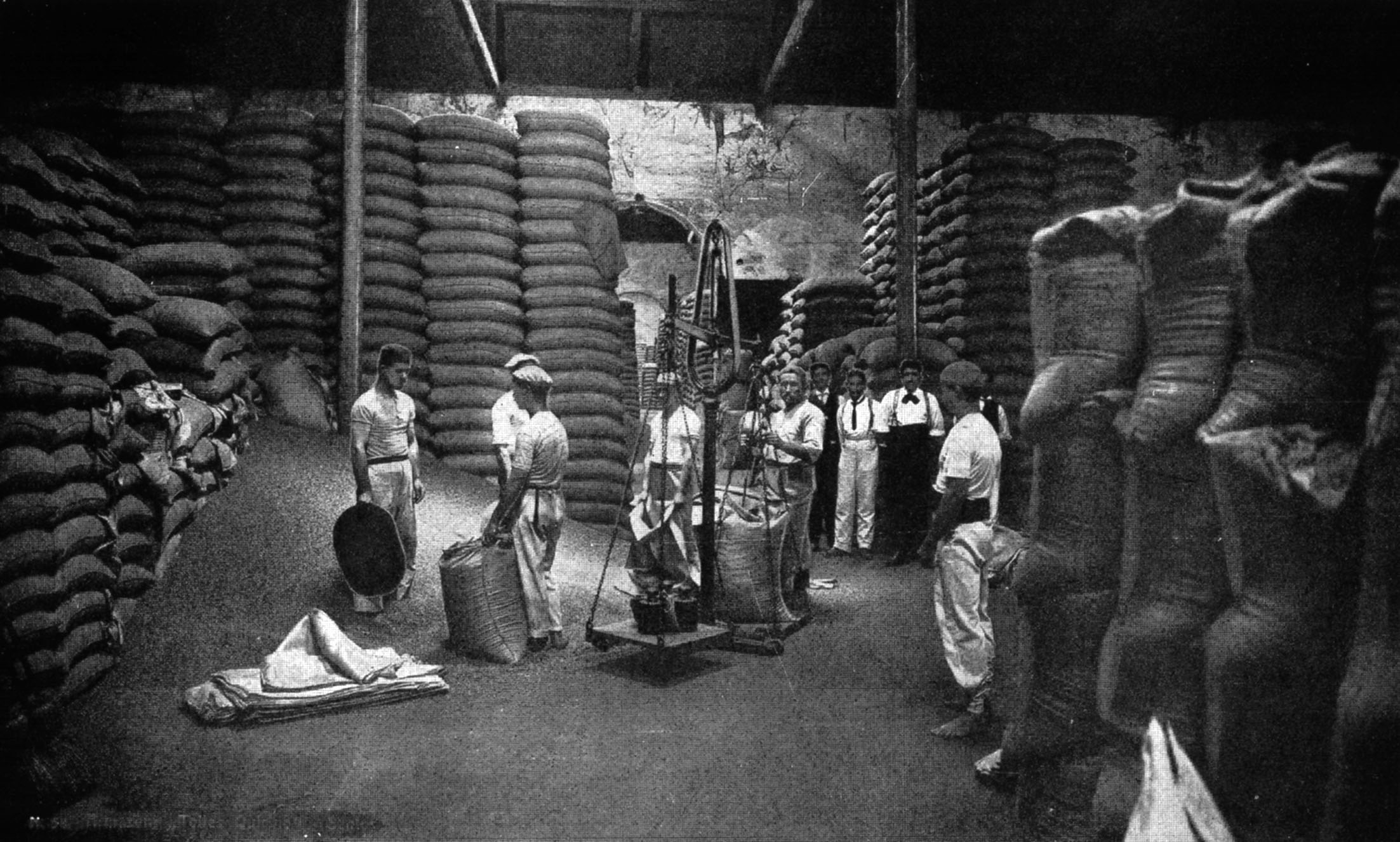
Ensacado para exportación, en el auge del ciclo del café.

La inmigración europea aumentó con la producción de café en el oeste paulista, con la llegada al país sobre todo de italianos. La riqueza generada por el producto acentuó las diferencias entre las regiones brasileñas, especialmente el Nordeste.
Además del café otros cultivos tuvieron crecimiento aún en el siglo XIX, como el tabaco y el cacao en Bahía, y el hule en la Amazonia: en 1910 el hule representaba en torno al 40% de las exportaciones. El algodón experimentó un aumento temporal durante la Guerra de Secesión, en los Estados Unidos de América.

#### Problemas internacionales
La producción brasileña de café, ya a comienzos del siglo XX, excedía a la demanda mundial. Esto llevó al conocido como Convenio de Taubaté, donde el Estado pasó a adquirir la producción excedente, que era destruida; fue prohibida la plantación de nuevas plántulas - con el objetivo de mantener un precio mínimo rentable del producto.
También el hule sufrió la competencia externa: Inglaterra, en 1870, contrabandeó plántulas de árbol del caucho y en 1895 tendría inicio la plantación de plántulas en Asia. En las décadas de 1910 y 1920 esa competencia prácticamente hizo sucumbir la producción brasileña.

### Surgimiento de las escuelas de Agronomía

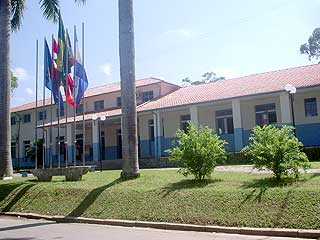
Entrada del Colegio Agrícola de Camboriú, de la UFSC.

Aún durante el Imperio tuvo lugar, en Bahía, el surgimiento de la primera escuela destinada a la formación de profesionales agrónomos. En el año 1875 fue fundado, en el poblado de São Bento das Lages, el primer curso, en la ciudad de Cruz das Almas. En 1883, en Pelotas, en Rio Grande do Sul, fue creado el segundo curso.
El reconocimiento del curso solamente se dio treinta y cinco años después de la creación del primer colegio, con el decreto 8.319/1910. La profesión de ingeniero agrónomo no fue reconocida hasta 1933 y actualmente son cerca de setenta las facultades de agronomía regulares en el país. El día 12 de octubre, cuando fue promulgado el decreto, pasó a ser el "Día del Ingeniero Agrónomo" en Brasil.
El registro profesional se hace junto a los Consejos Regionales de Ingeniería y Arquitectura, integrados nacionalmente por el Consejo Federal de Ingeniería y Agronomía; los alumnos de los cursos de Agronomía, a su vez, integran la Federación de los Estudiantes de Agronomía de Brasil.

### Diversificación agrícola: años 1960 a 1990

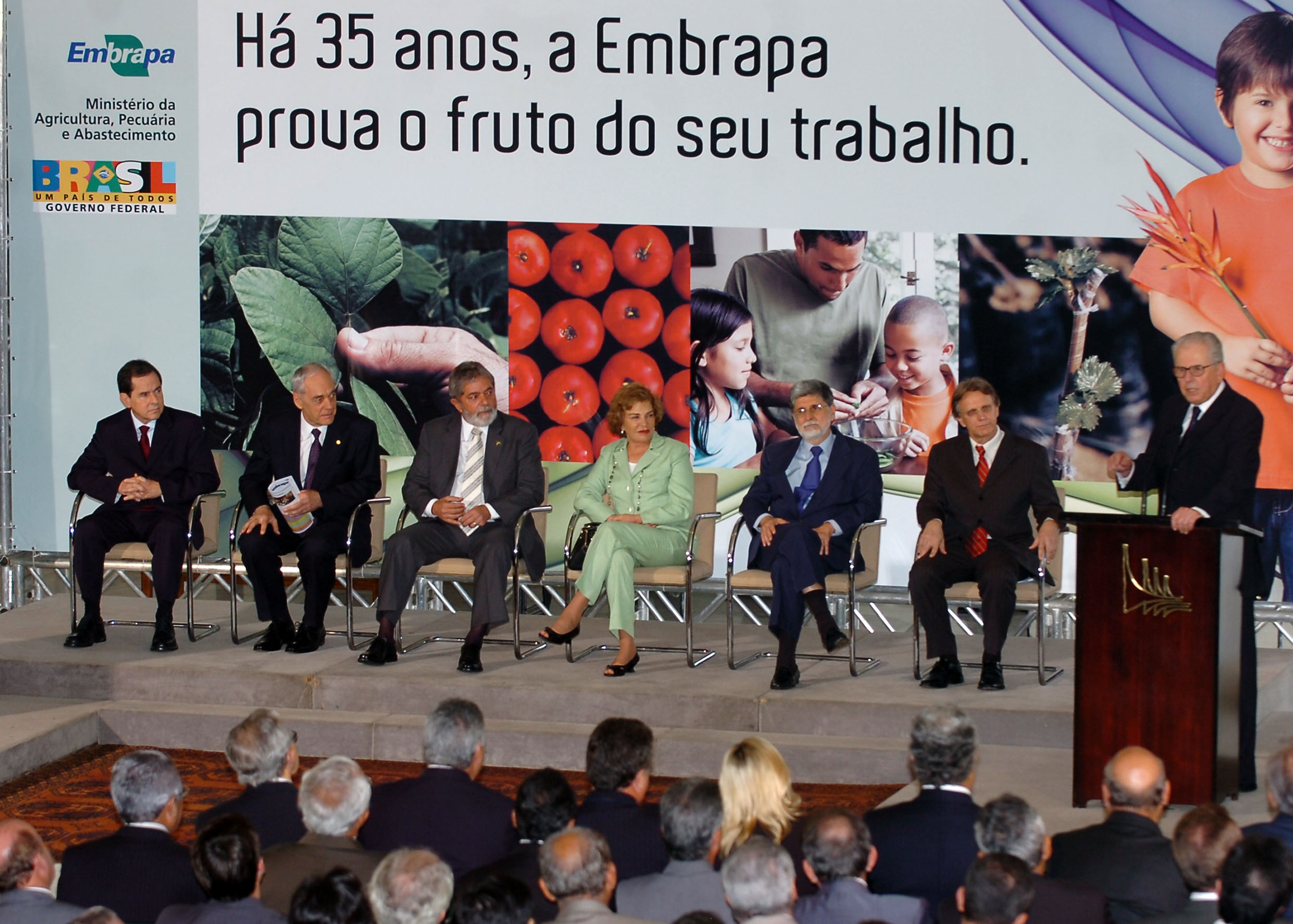
El exministro, Luís Fernando Cirne Lima, fundador da Embrapa, en una conferencia por los 35 años de la entidade. Brasilia, 2008, José Cruz/ABr.

Durante la dictadura militar de Brasil fue creada en 1973 la EMBRAPA (Empresa Brasileira de Pesquisa Agropecuária), con el objetivo de diversificar la producción agrícola. El órgano fue responsable del desarrollo de nuevos cultivos, adaptándolos a las condiciones peculiares de las diversas regiones del país. Tuvo inicio la expansión de las fronteras agrícolas para el Cerrado, y latifundios de monocultivos con la producción a escala semi-industrial de soja, algodón y habas.
Entre los científicos de EMBRAPA que posibilitaron el incremento de la revolución verde en la agricultura brasileña, sobresale la investigadora checo-brasileña Johanna Döbereiner que, con sus investigaciones sobre los microorganismos fijadores de nitrógeno, por su importancia global, le valió en 1997, la propuesta para recibir el Premio Nobel de Química.
En 1960 eran cuatro los principales productos agrícolas exportados; al principio de la década de 1990 pasaron a ser diecinueve. El avance en estos treinta años incluyó el tratamiento químico: en los años 60 los productos no tratados eran el ochenta y cuatro por ciento del total exportado, tasa que cayó a un veinte por ciento a principios de la década de los 90.
Las políticas de fomento agrícola incluían créditos subsidiados, condonación de deudas bancarias y subsidios a exportaciones (que en algunos casos, llegó al cincuenta por ciento del valor del producto).

### Mecanización: años 90

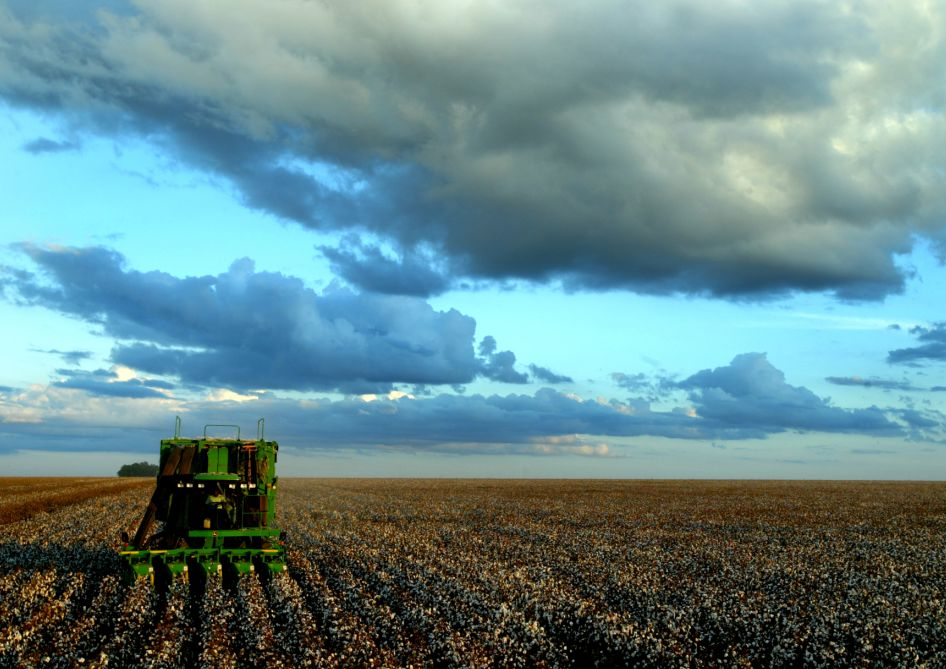
Cosechadora en una plantación de algodón brasileña.

A partir de 1994, con la estabilización monetaria del Plan Real, el modelo agrícola brasileño experimentó un cambio radical: el Estado disminuyó su participación y el mercado pasó a financiar la agricultura que, así, vio fortalecida la cadena de la agroindustria, a partir de la substitución de la mano de obra por máquinas hubo una reducción de población rural brasileña, que cayó de 21 700 000 (veintiún millones setecientas mil) en 1985, a 17 900 000 (diecisiete millones novecientas mil) personas en 1995, pasando por la liberación del comercio exterior (disminución de las tasas de importación de los insumos), y otras medidas que forzaron a los productores brasileños a adaptarse a las prácticas del mercado globalizado. El aumento de la productividad, la mecanización (con reducción de costes) y la profesionalización marcan ese periodo.

## Irrigación

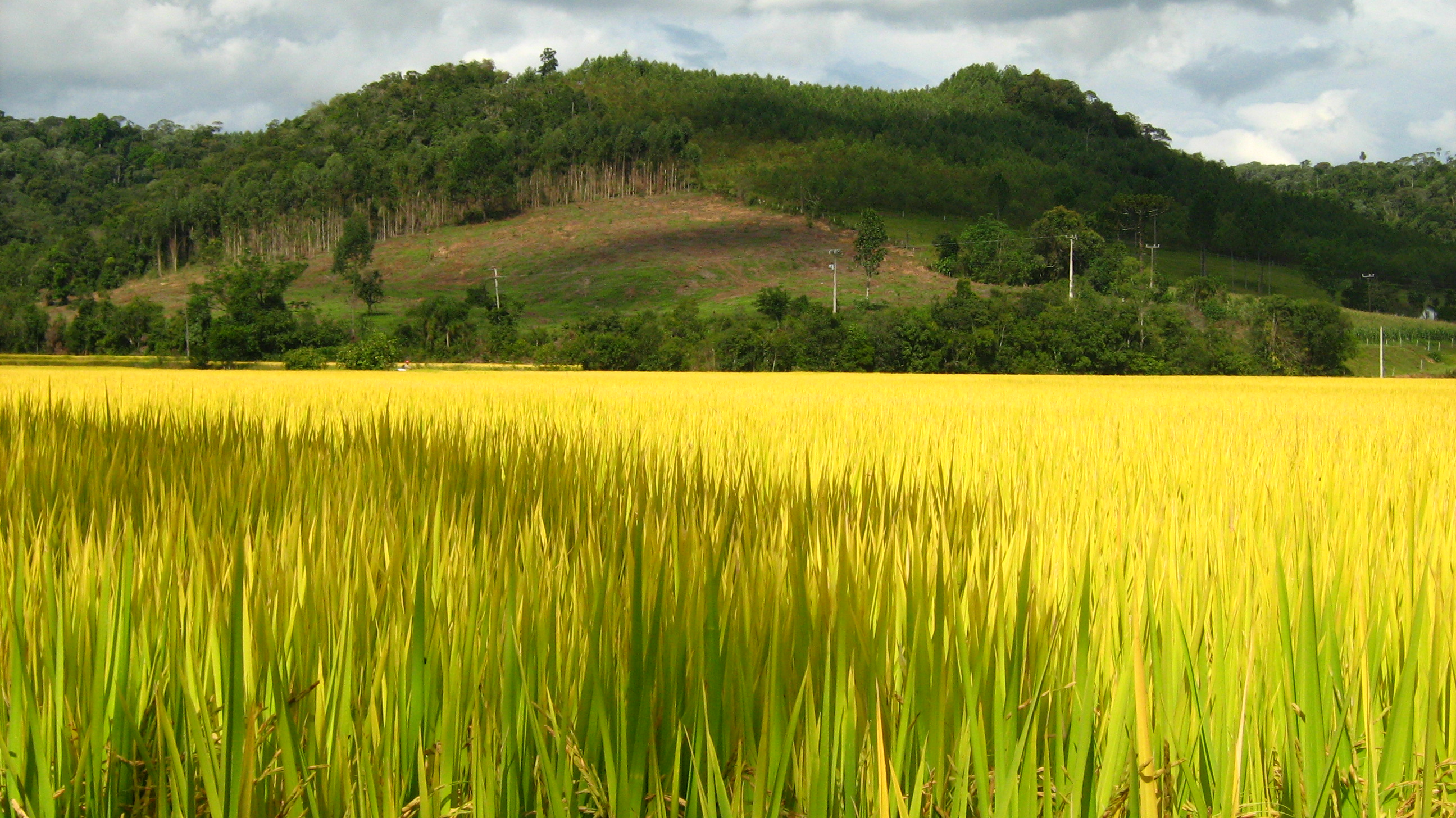
Arrozal gaucho: donde se utilizó por primera vez la irrigación en Brasil.

La irrigación en Brasil empezó a comienzos del siglo XX, en la región sur del país. En primer lugar en Río Grande del Sur y posteriormente en Santa Catarina. Sin embargo, esta práctica no tuvo un amplio desarrollo hasta los últimos treinta años del siglo XX.
Mientras en las regiones del Sur y el Sureste la irrigación se desarrollaba lentamente mediante la iniciativa privada, en la región Nordeste era incentivada por los órganos oficiales, como el DNOCS y la CODEVASF (Companhia de Desenvolvimento dos Vales do São Francisco e do Parnaíba), a partir de la década de 1950. En 1968, fue instituido el Grupo Ejecutivo de Irrigación y Desarrollo Agrario (GEIDA), que dos años después implantó el Programa Plurianual de Irrigación (PPI). La mayoría de los recursos fueron destinados al Nordeste.
Esas iniciativas burocráticas federales, sin embargo, no obtuvieron el éxito esperado. A partir de 1985 se le dio una nueva orientación al proyecto y, en 1996, se buscó ampliar el uso de la irrigación en la agricultura con el Proyecto Nuevo Modelo de la Irrigación, que contó con la participación de más de 1500 (mil quinientos) especialistas del país y del extranjero.
El potencial de irrigación de Brasil es, según el Banco Mundial, de cerca de veintinueve millones de hectáreas. No obstante, en el año 1998, solo había 2,98 millones.
Al final de la última década del siglo XX, el país tenía la irrigación de superficie como la principal forma de riego (59%), seguida por la aspersión (35%) y, por último, la irrigación localizada. La Región Sur era la que poseía una mayor superficie irrigada (más de 1,1 millones de hectáreas), seguida por el Sureste (890 000 ha) y el Nordeste (490 000 ha).
Actualmente, el marco regulatorio de la actividad se encuentra en tramitación en el Congresso Nacional, a través del Proyecto de Ley 6.381/2005, que substituirá la Ley 6.662/1979 , que regula la Política Nacional de Irrigación. La Política Nacional de Recursos Hídricos está regulada por la Ley 9.433/1997, y gestionada por el Consejo Nacional de Recursos Hídricos.

## Infraestructura agrícola
Entre los principales elementos infraestructurales de importancia para la actividad agrícola están el transporte, las existencias reguladoras, el almacenamiento, la política de precio mínimo, la sanidad vegetal, etc.

### Flujo de la producción

Transporte de la cosecha por carretera: ejemplo de atraso en la infraestrutura de Brasil.

El transporte de los productos agrícolas es uno de los problemas estructurales a los que se enfrenta la agricultura en Brasil.
Pedro Calmon registraba que, desde el Imperio, "el flujo de los productos agrícolas es difícil" e indicaba que "los viejos proyectos de ferrocarriles o calzadas, uniendo el litoral y las montañas centrales (...) a la que se resisten los estadistas escépticos, que emulan a Thiers, cuando en 1841, decía que las vías férreas no convenían a Francia."
En Brasil no existe una política de almacenamiento de los productos agrícolas en las propiedades. La mayoría del transporte se hace por carretera, gran parte en malas condiciones de tráfico, mediante camiones. El coste del transporte, que en general recae sobre el productor, es elevado y no se ajusta a los principios de la logística.
En la temporada 2008/2009, por ejemplo, la Federación de la Agricultura y la Pecuaria de Goiás (FAEG) denunciaba el estado precario de las carreteras de la región Centro-Oeste, algunas con problemas desde 2005 y, a pesar de las peticiones a los organismos gubernamentales, no se hizo nada.
A pesar de esto, el gobierno federal elaboró en 2006 un Plan Nacional de Logística y Transportes, destinado a proporcionar un mejor flujo de la producción. La falta de inversiones en el sector continúa siendo, sin embargo, el principal problema en la logística de flujo.

### Existencias reguladoras y precio mínimo
Un buen ejemplo de la necesidad de creación de existencias reguladoras está en la producción de etanol a partir de caña de azúcar. La gran variación de precios a lo largo de la temporada, que varían por razones climáticas y fitosanitarias, justifican el almacenamiento de existencias.
Las existencias también tienen por objetivo asegurar la estabilidad de los ingresos de los agricultores, además de evitar la fluctuación de precios entre cosechas. Hasta la década de 1980 estuvo implantada en el país la llamada Política de Garantía de Precios Mínimos, que perdió importancia en la política agrícola a partir de los años 90, con la globalización. Uno de sus principales efectos es la inestabilidad de precios de los productos agrícolas.
La gestión de las existencias, en el plano nacional, compete a la Compañía Nacional de Abastecimiento (Conab).

### Almacenamiento

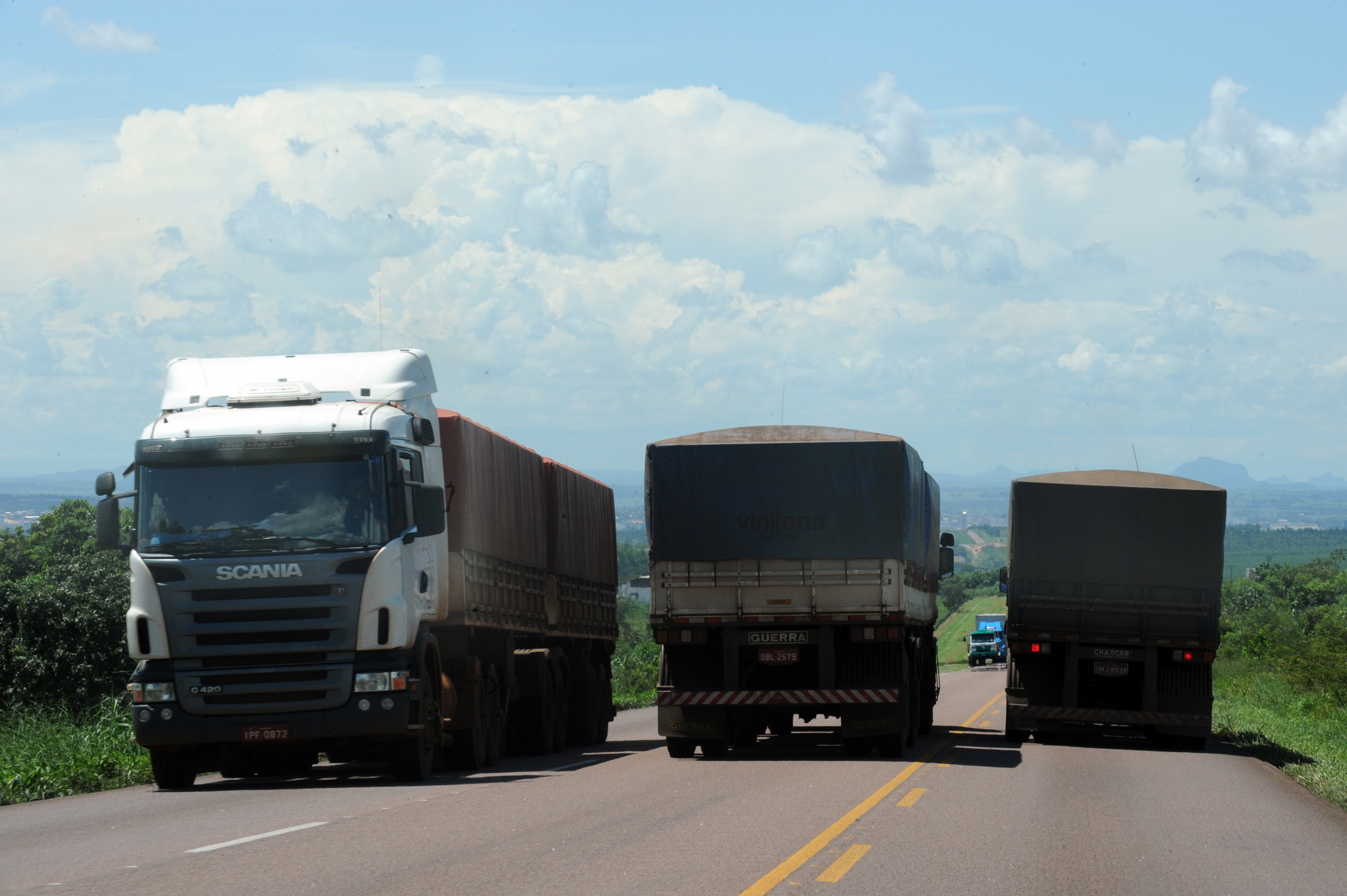
Camiones transportando soja, reflejan la falta de silos.
Roosevelt Pinheiro/ABr.

El almacenamiento agrícola es una de las etapas de producción de la agricultura del país que presenta necesidades de inversión y ampliación, con el fin de proseguir el desarrollo del sector. Entre las acciones logísticas de producción, la capacidad de almacenamiento brasileña en 2003, era del 75% de la producción de granos, cuando lo ideal es que sea un 20% superior al total de la producción.
La producción, por falta de almacenes y silos, requiere ser comercializada rápidamente. Según datos del Conab, apenas el 11% de los almacenes están en las granjas (mientras que en Argentina lo están el 40%, en la Unión Europea el 50% y en Canadá llega al 80%). Esto fuerza al agricultor a servirse del servicio de terceros, para almacenar su producción. Los factores estacionales, como el fracaso de las cosechas y el desfase en el tipo de cambio, descapitalizan al productor, y ese año no consigue invertir en la construcción de silos. Con estos puede negociar su producción en condiciones más favorables, y no solamente cuando hay buena cosecha. La situación brasileña permite decir que los camiones se transforman en "silos sobre ruedas".

## Agricultura familiar en Brasil

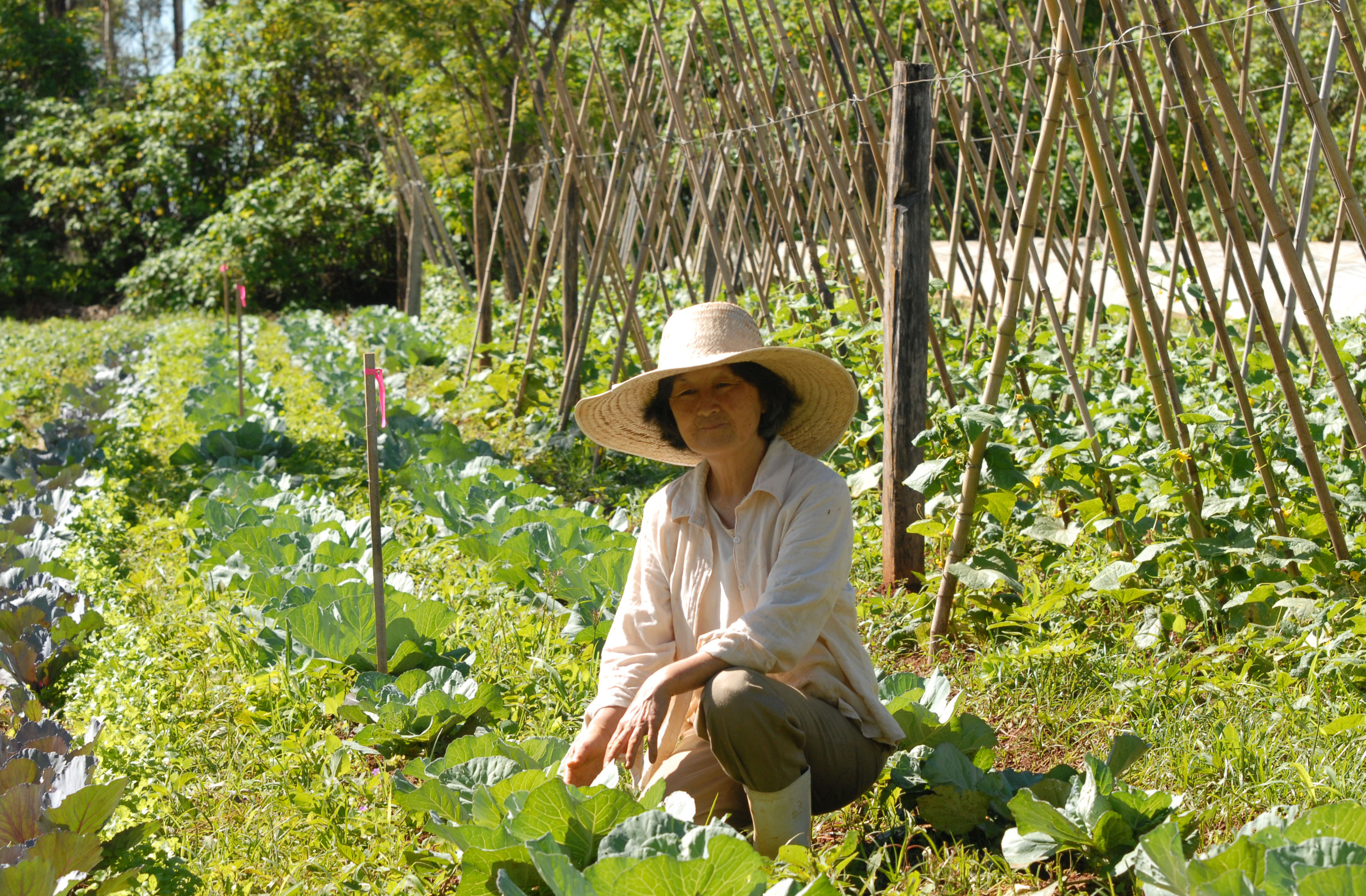
Huertas, en régimen de agricultura familiar. ABr/Antonio Cruz.

La agricultura familiar, así considerada la que emplea apenas al núcleo familiar (padre, madre hijos y, eventualmente, abuelos y tíos) en las actividades de la tierra, pudiendo emplear hasta cinco trabajadores temporales, y responsable directa de la producción de gran parte de los productos agrícolas brasileños. Responde a la producción del 84% de yuca, el 67% de habas y el 49% de maíz.
En la década de 1990 la agricultura familiar experimentó un crecimiento de su productividad del orden del 75%, frente a tan solo el 40% en la agricultura patronal. Eso se debe, en gran parte, a la creación del Programa Nacional de Agricultura Familiar (PRONAF), que abrió una línea especial de crédito para la financiación del sector. Según el censo agropecuario de 1995/96, del IBGE, había en el país 4 339 859 establecimientos familiares con un área de hasta 100 ha.
Hasta el año 2009 se realizaron seis ediciones de la Feria Nacional de Agricultura Familiar y Reforma Agraria, siento las cuatro primeras ediciones en Brasilia y las dos últimas en Río de Janeiro. Su objetivo es divulgar la importancia del sector para la economía brasileña, pues responde al 70% de los alimentos consumidos en el país, lo que supone un total del 10% de PIB.

## Trabajo esclavo e infantil

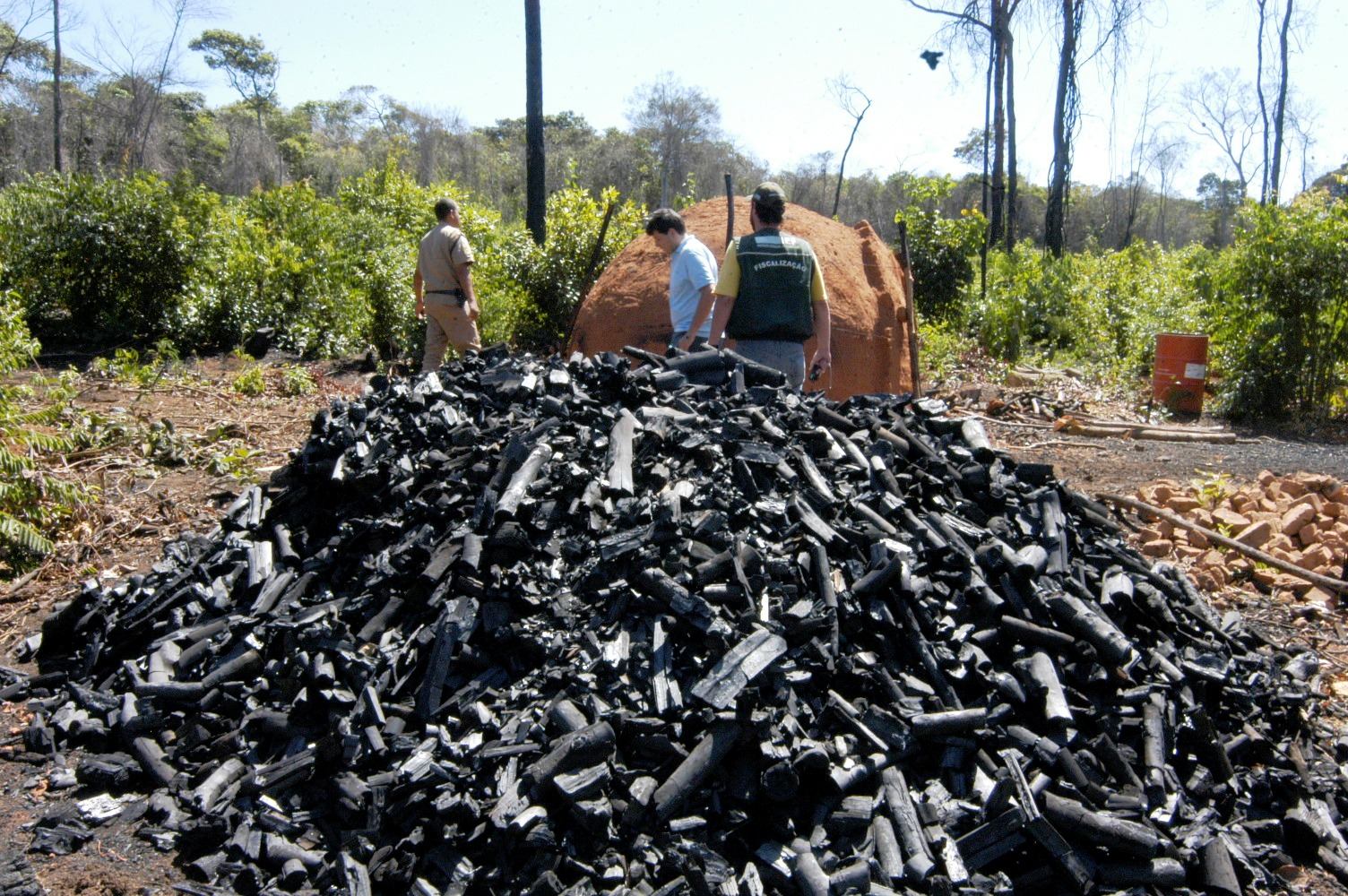
Inspectores del Ministerio de Trabajo y agentes de la Policía Federal ante producción ilegal de carbón vegetal, donde tiene lugar la mayoría del trabajo ilegal.

En Brasil todavía se dan casos de esclavitud y explotación infantil. Según datos del Departamento de Trabajo del gobierno de los Estados Unidos, Brasil ocupa el tercer lugar del mundo en la práctica de esas modalidades ilegales de trabajo (empatado con India y Bangladés), teniendo lugar en la agroindustria ocho de las trece actividades en que tales irregularidades tienen mayor incidencia, destacando la pecuaria y los cultivos de sisal, caña de azúcar, arroz, tabaco y carbón vegetal. A pesar de esa posición, el país actuó en el combate de esa situación, en el período entre 1995 y 2009 fueron liberados cerca de 35 000 trabajadores que estaban en condiciones de trabajo degradantes.
Según Lélio Bentes, ministro del Tribunal Superior del Trabajo, la Organización Internacional del Trabajo (OIT) reconoce el empeño brasileño en el combate a las prácticas de trabajo discriminatorias, mediante la aplicación de multas; de entre las causas apunta a la pobreza y la desinformación, haciendo hincapié en que la solución definitiva pasa por la vigilancia constante de las propiedades y también la posible aprobación del Proyecto de Enmienda a la Constitución (PEC), que prevé la pérdida de inmuebles para los propietarios que realicen prácticas ilegales.

## Agricultura e impacto ambiental

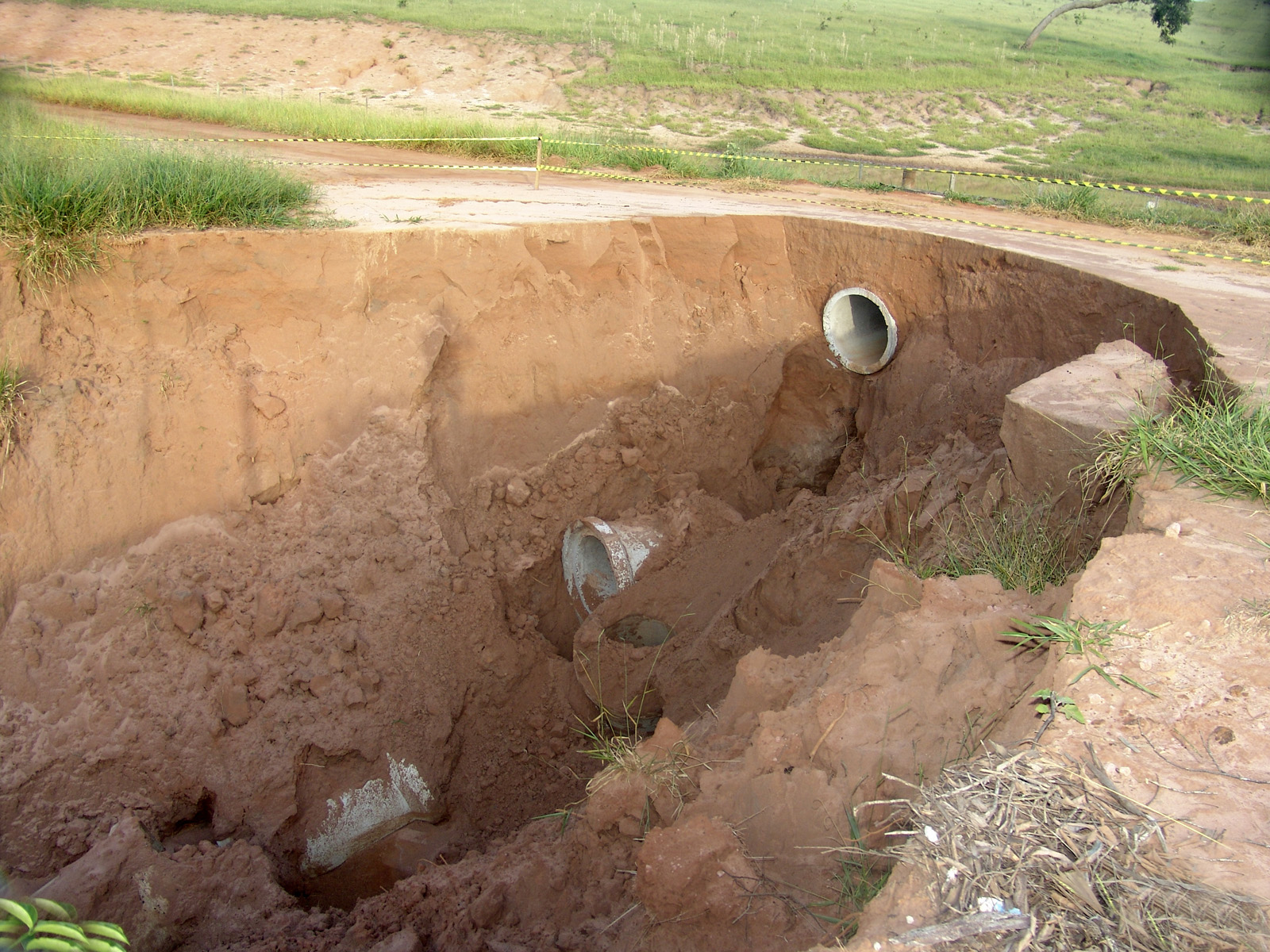
Barranco en el estado de São Paulo.

En Brasil, el sector agropecuario y la deforestación responden al 75% de las emisiones de gases responsables del cambio climático. Debido a esto, están siendo adoptadas iniciativas, con el objetivo de minimizar ese impacto, sobre todo en la reducción de la deforestación para la expansión agrícola y pecuaria: la llamada "Moratoria de la Soja", la zonificación agroecológica de la caña de azúcar, y el uso de la fertirrigación en esta última, son ejemplos de esas acciones.

### Erosión del suelo
Uno de los problemas a los que se enfrenta la agricultura brasileña es la falta de cuidados referentes al uso del suelo y al control de la erosión. Gran parte de las regiones Sudeste y Nordeste del país son de formaciones rocosas graníticas y de gneis, sobre las cuales se asienta una capa de regolito, bastante susceptible a la erosión y a la formación de barrancos. Autores como Bertoni y Lombardi Neto, apuntan a esas situaciones como uno de los mayores riesgos medioambientales del país, y gran parte de ellas son consecuencia de la acción humana.
La erosión obliga a la reposición de nutrientes al suelo, a causa de la pérdida de los mismos, y también provoca la pérdida de la estructura, textura y la disminución de las tasas de infiltración y retención de agua.
Los procedimientos usados comúnmente en la preparación de las plantaciones, como el arado y el uso de herbicidas para el control de las malas hierbas acaban por dejar el suelo expuesto y susceptible a la erosión —ya sea por el ataque a la capa superficial (y más rica en nutrientes), o bien, por la formación de barrancos—. Asimismo, la tierra arrastrada por el agua provoca la agradación de ríos y embalses, ampliando de este modo el impacto negativo en el ambiente. Una de las soluciones es la llamada siembra directa, práctica aún poco conocida en el país.

### Plaguicidas en Brasil
Existen 4000 (cuatro mil) tipos de plaguicidas, que resultan cerca de 15 000 (quince mil) fórmulas diferentes, de los cuales 8000 (ocho mil) tienen licencia en Brasil. Son productos como insecticidas, fungicidas, herbicidas, antihelmínticos, y también disolventes y productos para el saneamiento de instalaciones rurales. Su uso indiscriminado provoca la acumulación de esas sustancias en el suelo, en el agua (manantiales, tablas de agua, embalses) y en el aire - y son ampliamente utilizados para mantener los cultivos libres de plagas, enfermedades, especies invasoras, volviendo así la producción más rentable.
Brasil presenta una tasa de 3,2 kg de plaguicidas por hectárea - ocupando la décima posición mundial, según algunos estudios, y la quinta, según otros. El estado de São Paulo es el mayor consumidor del país, siento también el mayor productor (con cerca del 80% de la producción nacional). Para controlar los efectos nocivos para el medio ambiente del uso de esas sustancias es precisa la educación del agricultor, la práctica de la siembra directa, y también el esfuerzo de los órganos tecnológicos como EMPRAPA, con el desarrollo de especies resistentes, de técnicas que minimicen la dependencia de los productos, del control biológico de plagas, etc.
En el año 2007 los productos que presentaron mayor índice de contaminación por plaguicidas fueron el tomate, la lechuga y la fresa, siendo el agricultor el principal afectado. Eso sucede por la baja concientización del productor y pocos son los que cumplen con los requisitos legales en el uso de esas sustancias, como la del Equipamiento de Protección Individual (EPI).
Según informaciones de Anvisa con base en datos de la ONU y el Ministerio de Desarrollo, Industria y Comercio, los cultivos brasileños utilizan por lo menos diez tipos de plaguicidas considerados prohibidos en otros mercados como la Unión Europea y los Estados Unidos.

### Transgénicos en Brasil

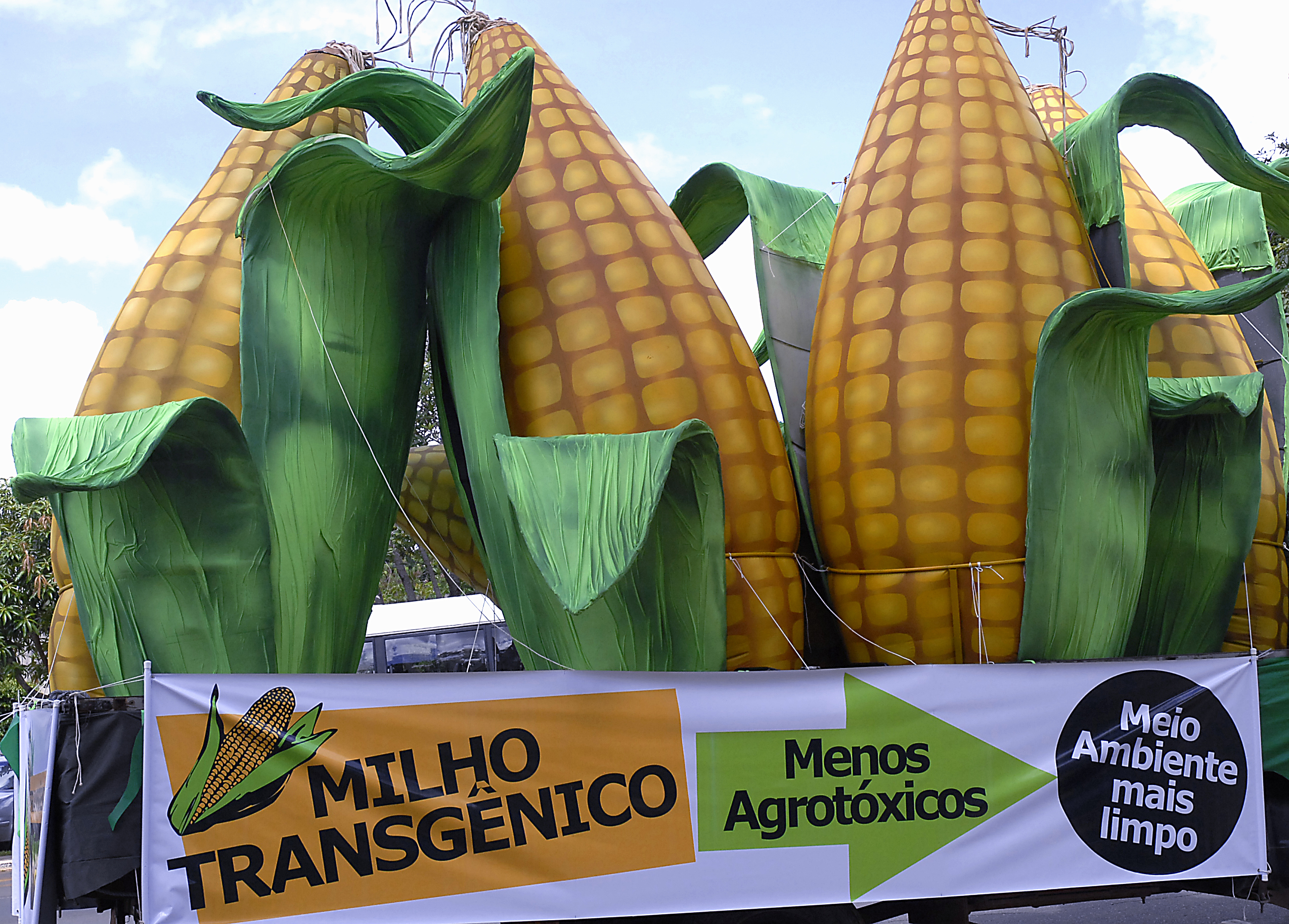
Brasilia, 2007: manifestantes piden la liberación del maíz transgénico.
Antonio Cruz/ABr.

El país ocupa la tercera posición mundial en el uso de semillas transgénicas. Los principales cultivos que hacen uso de esa biotecnología son la soja, el algodón y, desde 2008, el maíz.
Diversas ONGs nacionales e internacionales, como Greenpeace, MST o Contag (Confederación Nacional de Trabajadores de la Agricultura), se manifestaron contrarias al cultivo de plantas genéticamente modificadas en el país, presentando argumentos como la devaluación de estos en el mercado, la posibilidad de un impacto ambiental negativo, la dominación económica por los grandes empresarios, etc. Entidades ligadas a la agroindustria, sin embargo, presentan resultados de estudios efectuados por la Asociación Brasileña de Semillas y Plántulas (Abrasem), en los años 2007 y 2008, obteniendo como resultado "ventajas sociales y ambientales observadas en los demás países que adoptaron la biotecnología agrícola desde hace más tiempo".
En el país, la Justicia Federal decidió que los alimentos que contuvieran más del 1% de transgénicos en su composición tenían que poner en sus etiquetas esa información de manera destacada, con el fin de informar al consumidor.

### Agricultura ecológica

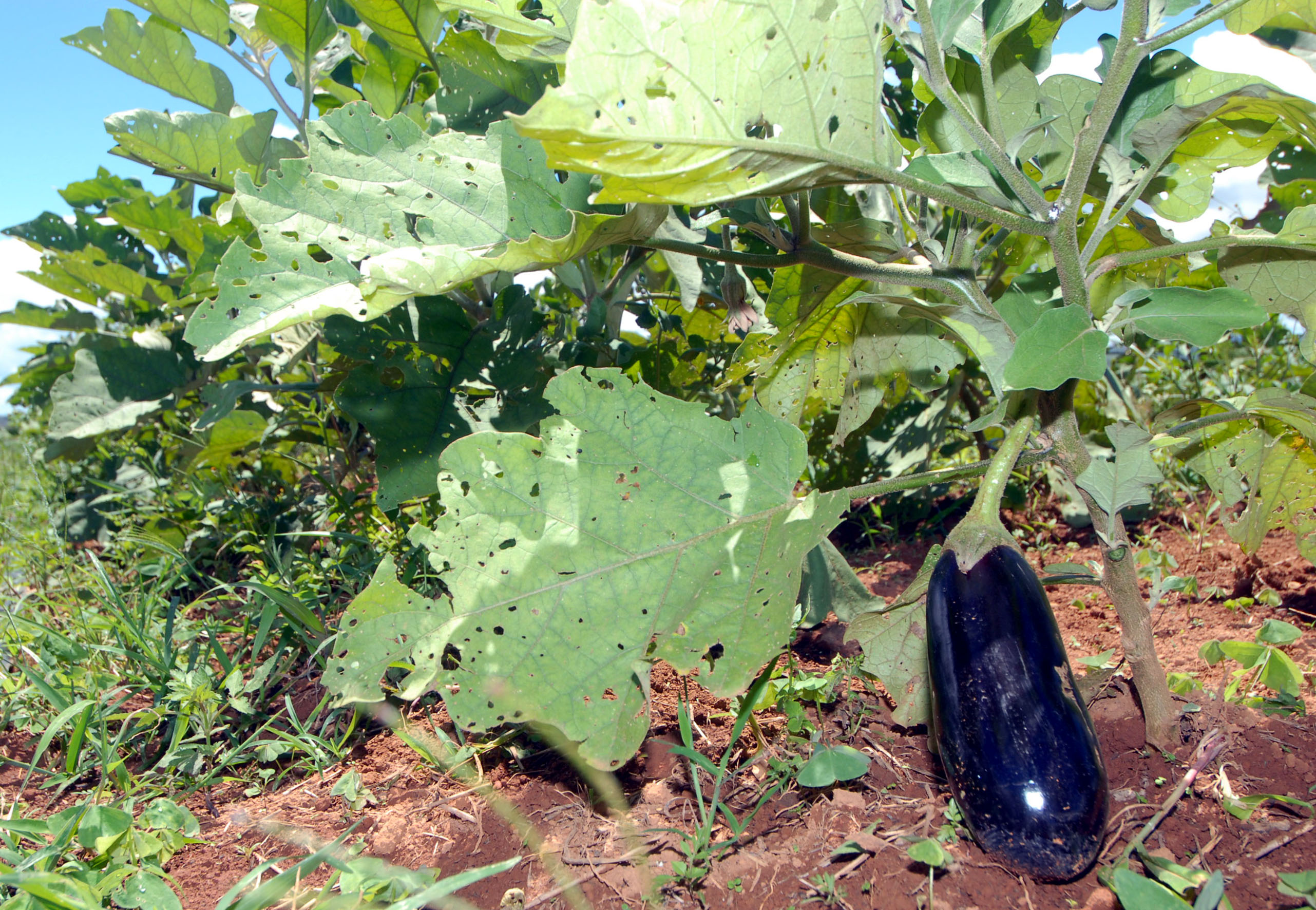
Cultivo orgánico de berenjena.
José Cruz/ABr.

La llamada Agricultura ecológica pretende producir alimentos sin el uso de fertilizantes, pesticidas, agroquímicos, etc. El censo agrícola de 2006 del IBGE informó de la existencia de 90 000 (noventa mil) establecimientos de ese tipo en Brasil, lo que equivale al 2 % del total; de estos, sin embargo, apenas 5106 tienen el certificado de producción ecológica.
Los cultivos ecológicos están presentes sobre todo en propiedades pequeñas y medianas, y la mayoría de esos productores están organizados en asociaciones o cooperativas. El estado con mayor número de productores es Bahía (223), seguido de Minas Gerais (192), São Paulo (86), Rio Grande do Sul (83), Paraná (79), Espírito Santo (64), etc.
El programa Organics Brasil, constituido en 2006, tiene por objetivo promover las exportaciones del sector.

## Suelos brasileños

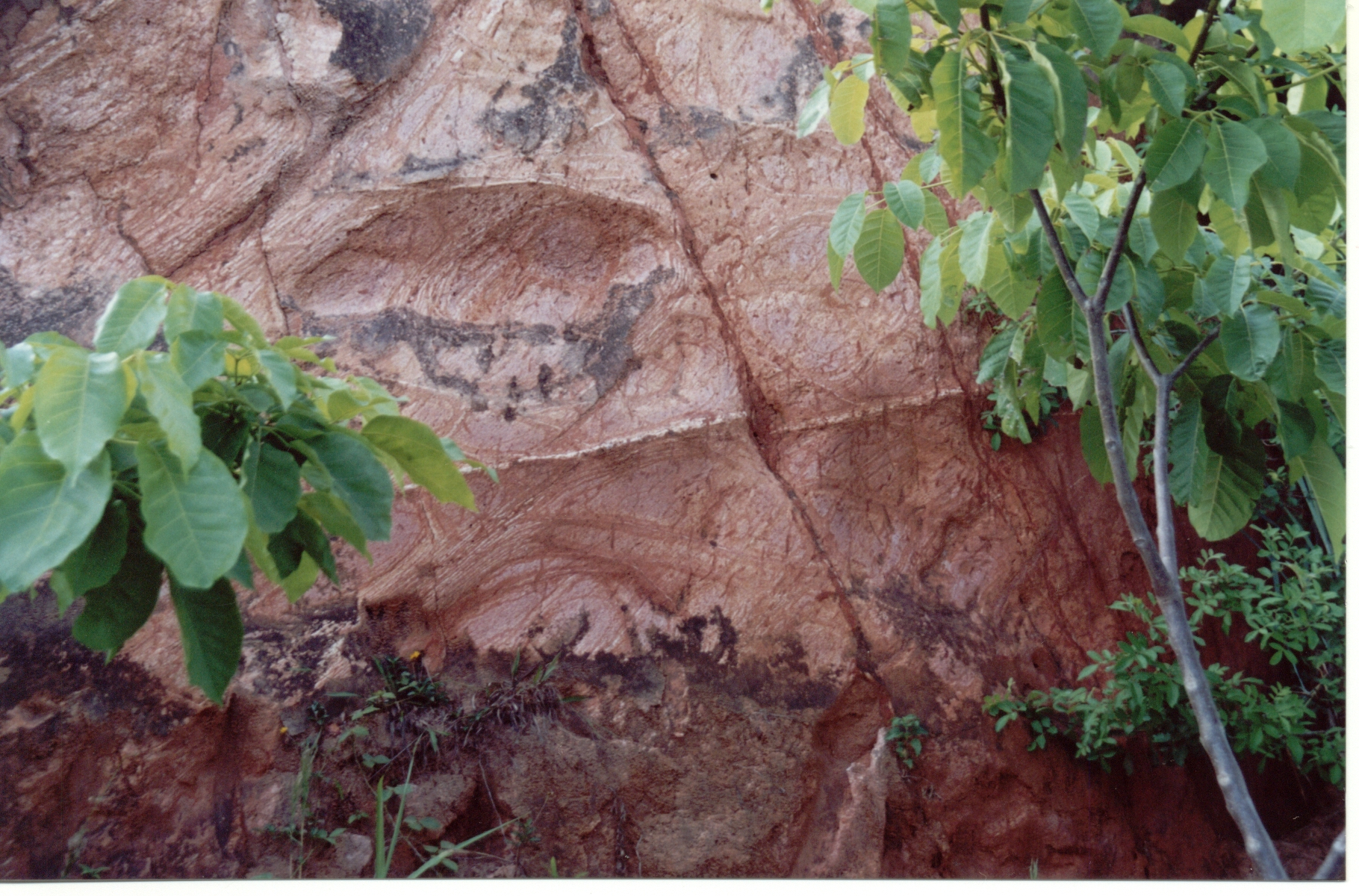
Suelo regolítico, sobre roca granulítica, Leblon, RJ.

El programa de cartografía y clasificación de los suelos del país se inició en 1953, con la elaboración de la Carta de Suelos de Brasil, dando como resultado la publicación del primer mapa por el IBGE en el año 2003. El conocimiento de los suelos fue uno de los factores que permitirían la ampliación productiva de la agricultura a partir de 1975. El Centro-Oeste tuvo una expansión efectiva gracias al uso de la tecnología; la región está constituida principalmente por oxisoles, este tipo de suelos favorecen la mecanización desde la preparación del terreno hasta la cosecha, aunque son pobres en nutrientes.
La clasificación de los suelos del país, su estudio y sistematización son capitaneados por la Embrapa Solos, contando con la participación de diversas entidades, en el pasado y en el presente, tales como el Proyecto RADAM, la Universidad Rural (actual Universidade Federal Rural do Rio de Janeiro) y diversos cursos de Agronomía.

## Evolución de la agroindustria brasileña

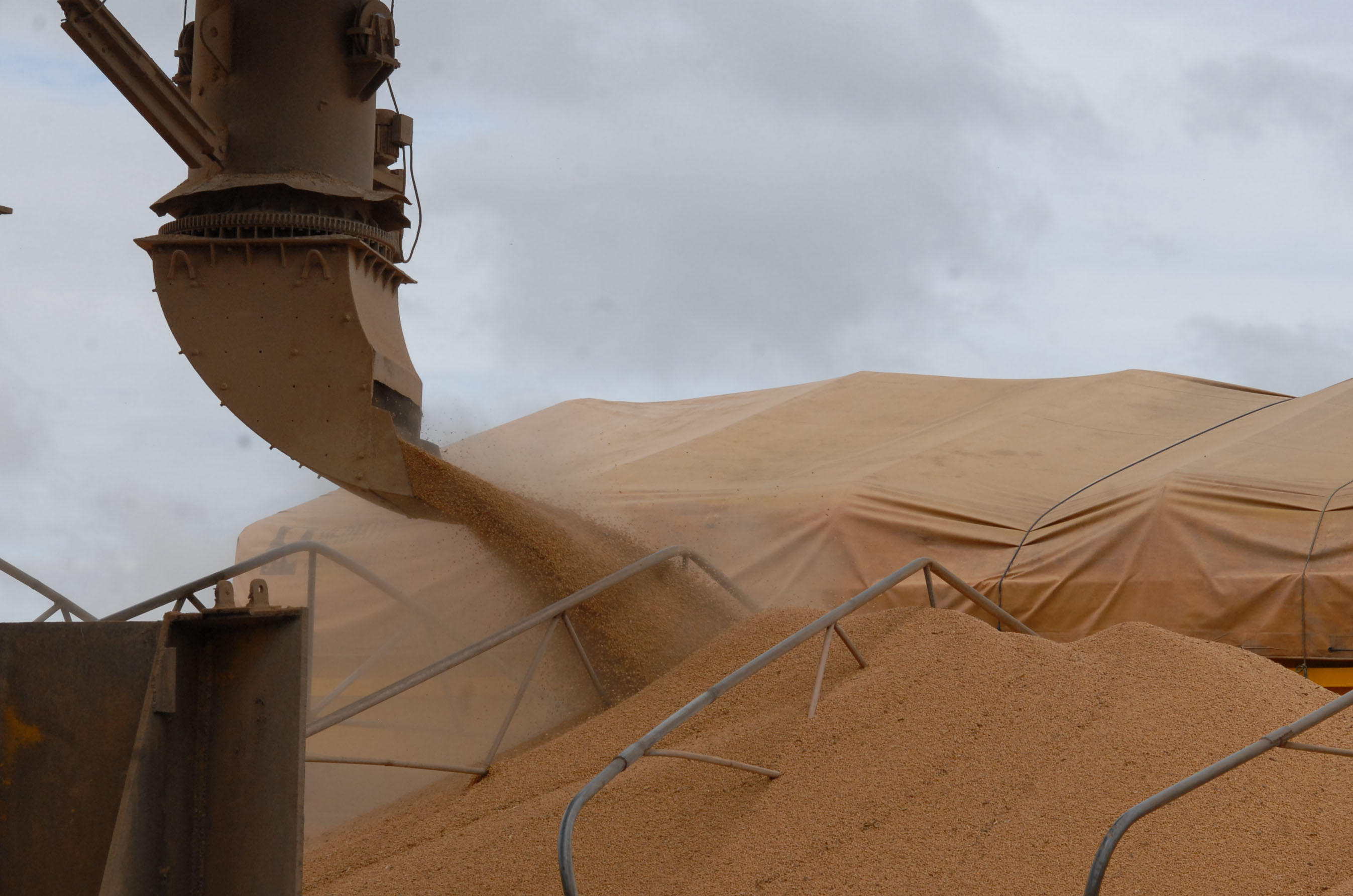
Maquinaria en la producción de soja.

Durante las dos últimas décadas del siglo XX, Brasil asistió a una brutal evolución en su producción agrícola: en un área aproximadamente igual a la del inicio de los años 80, la producción prácticamente se dobló al final del siglo.
En 2010, la OMS ha señalado al país como el tercer mayor exportador agrícola del mundo, solo por detrás de Estados Unidos y la Unión Europea.
Varios factores llevaron a este resultado, tales como la mejora de los insumos (semillas, fertilizantes, máquinas), las políticas públicas de incentivo a la exportación, la disminución de la presión fiscal (como, por ejemplo, la reducción del impuesto de circulación de mercancías en 1996, la tasa de cambio real que permitió la estabilidad de los precios (a partir de 1999), el crecimiento de la demanda de los países asiáticos, el aumento de la productividad de los cultivos y otros componentes, como la intercesión gubernamental junto a la OMC para derribar las barreras comerciales existentes contra productos brasileños en países importadores.
Esta evolución del sector permitió que la agricultura pasase a representar casi un tercio del PIB nacional. Esta evolución tiene en cuenta no solamente la producción campesina en sí misma, también toda la cadena económica relacionada: desde la industria productora de los insumos hasta aquella relacionada con el procesamiento final, transporte, etc.
En cuanto a la agricultura propiamente dicha presentó, en el periodo de 1990 a 2001 una caída en la oferta de empleos, el sector de la agroindustria prácticamente triplicó la oferta de empleos (que pasó de 372 000 a 1 082 000, en el interregno). El número de empresas era, en 1994, de 18 000, y en 2001 pasó a ser de casi 47 000. La relación productividad-empleo en la agricultura presentó un crecimiento significativo, en oposición a la disminución del número de trabajadores.

### Regiones

#### Sur

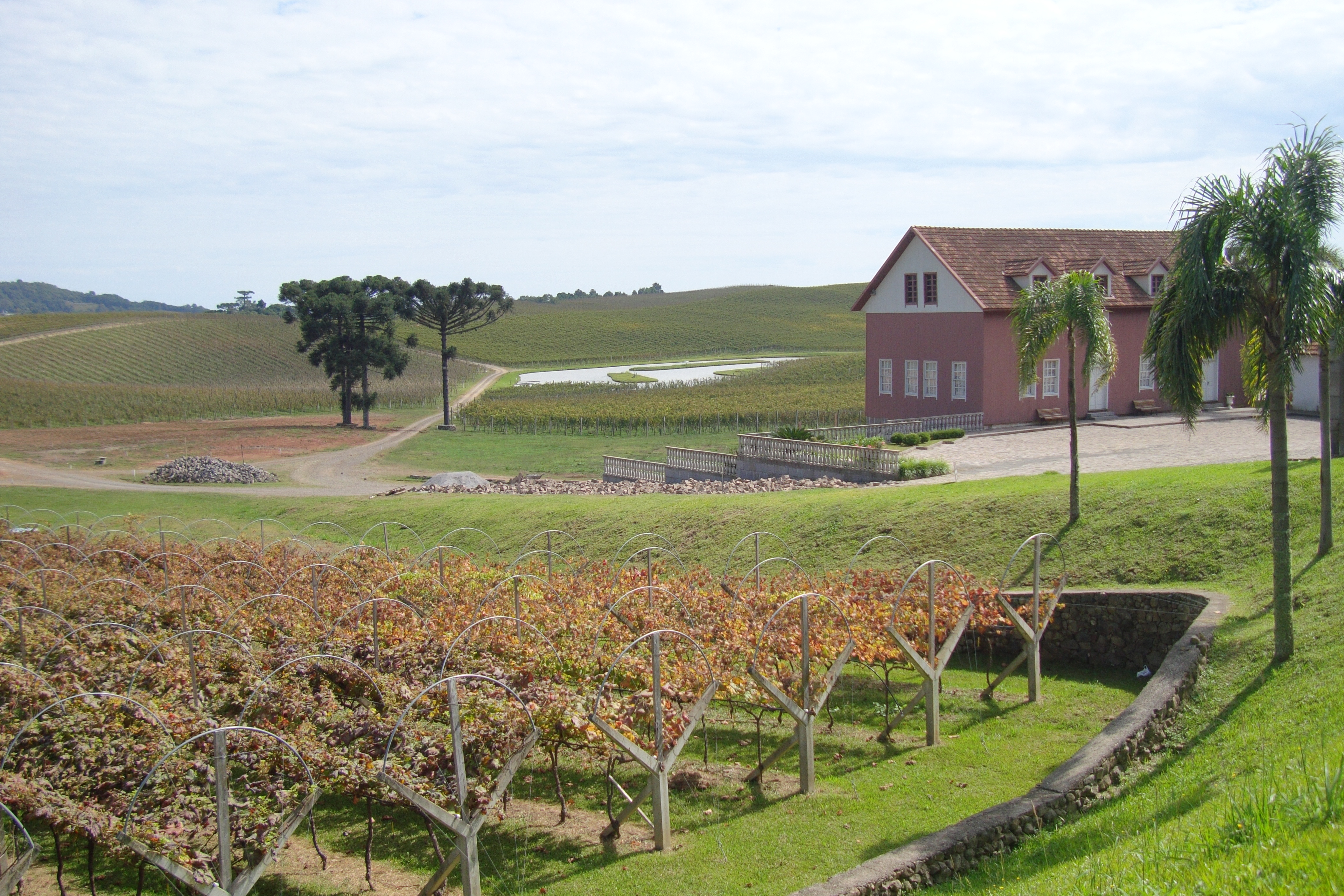
Viñedo en Rio Grande do Sul

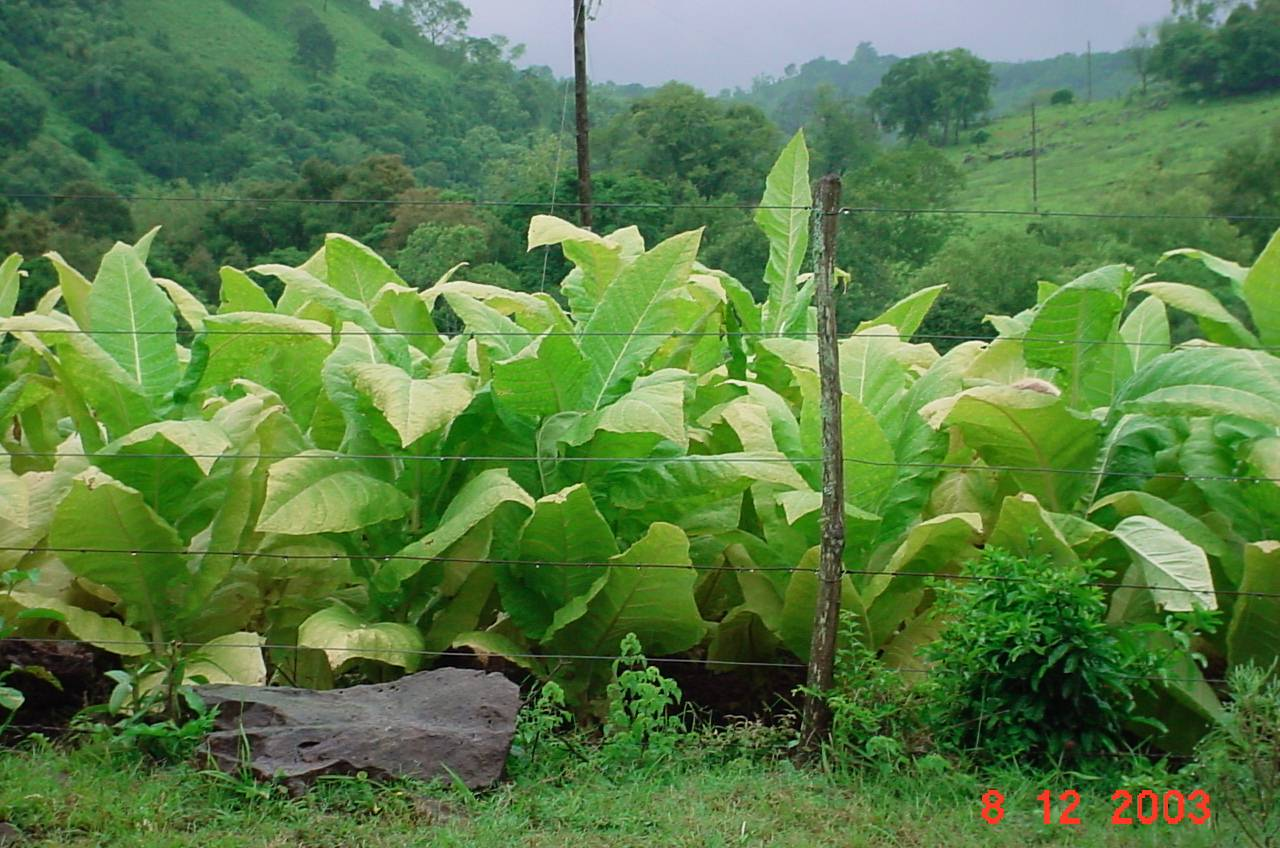
Tabaco en Rio Grande do Sul

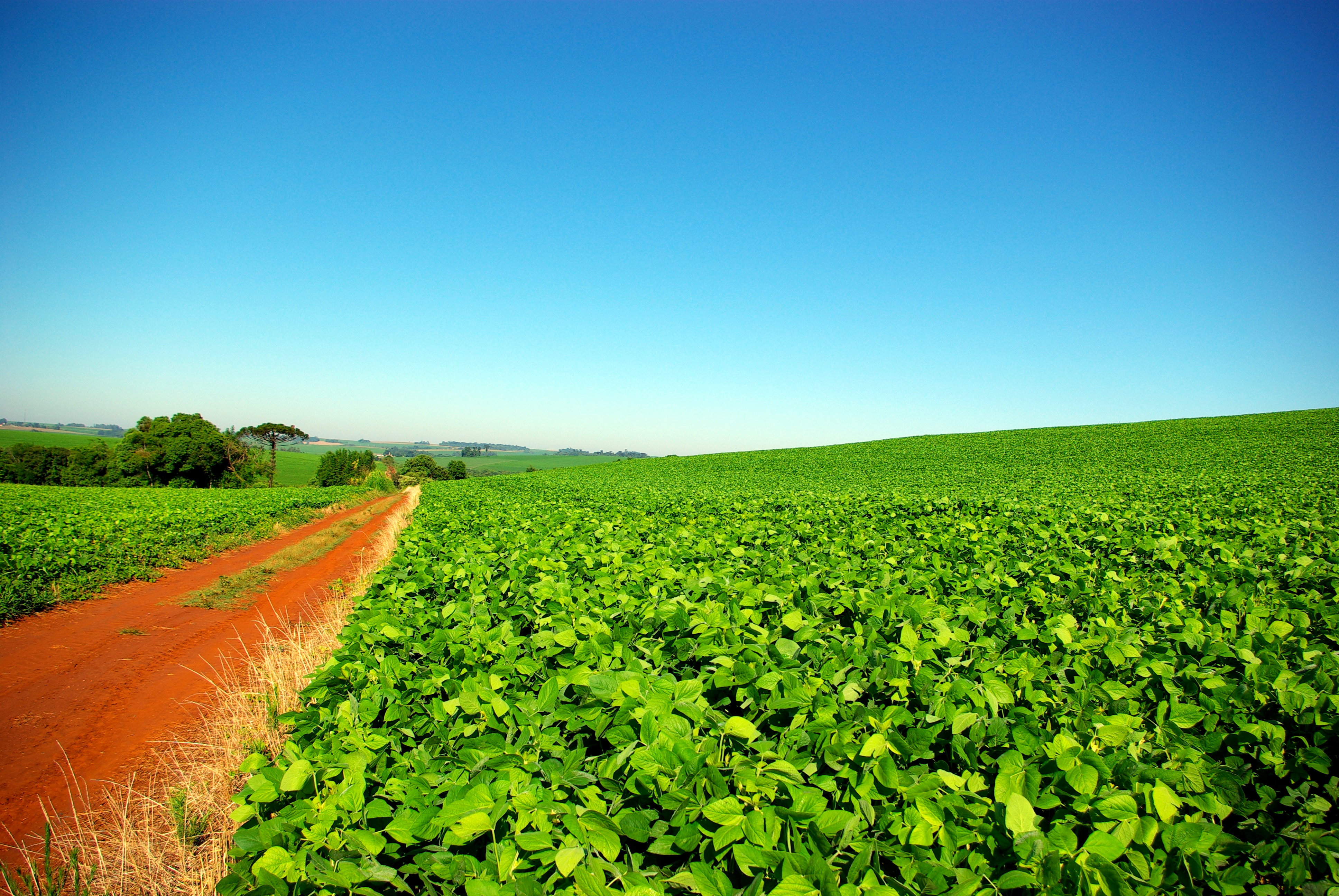
Plantación de soja en Rio Grande do Sul

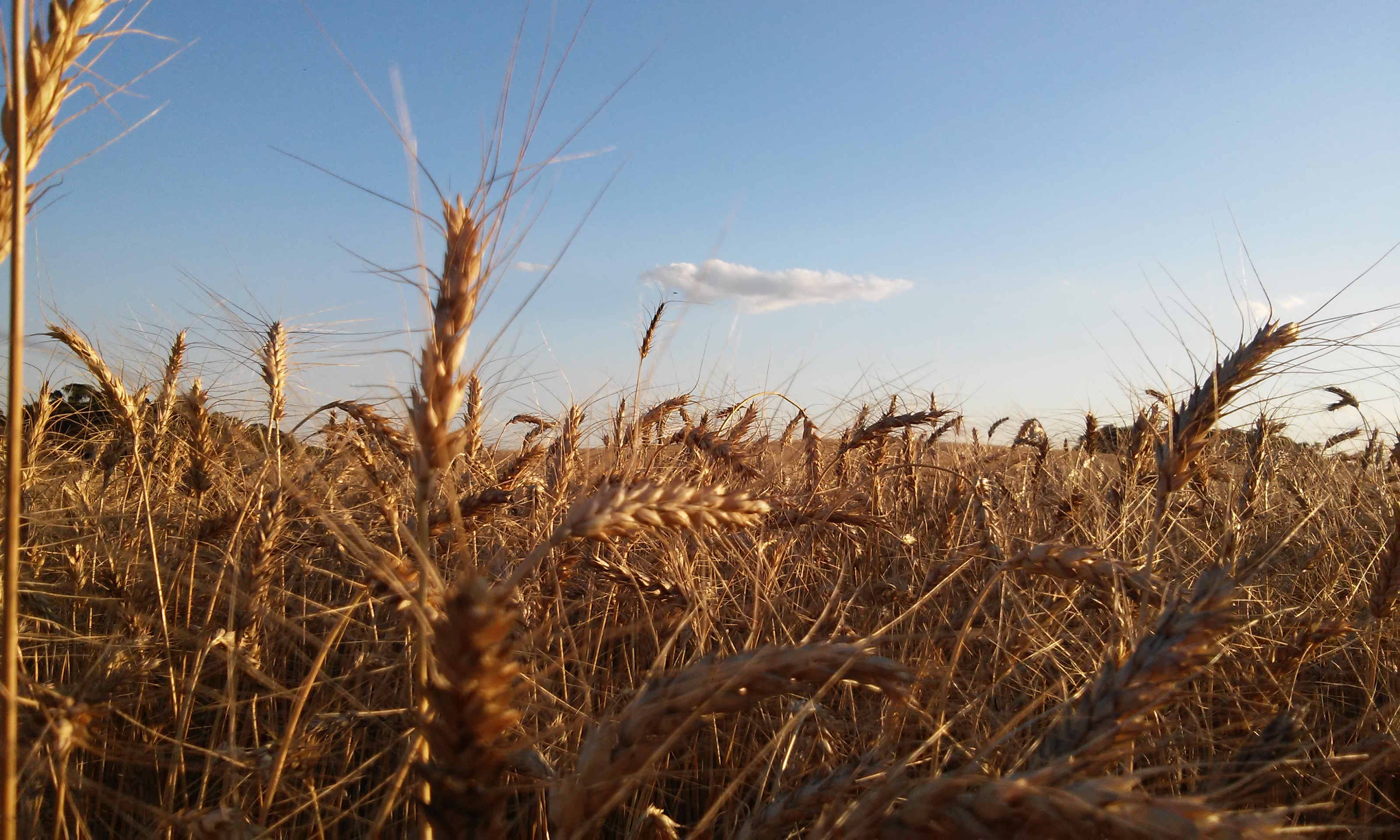
Plantación de trigo en Paraná

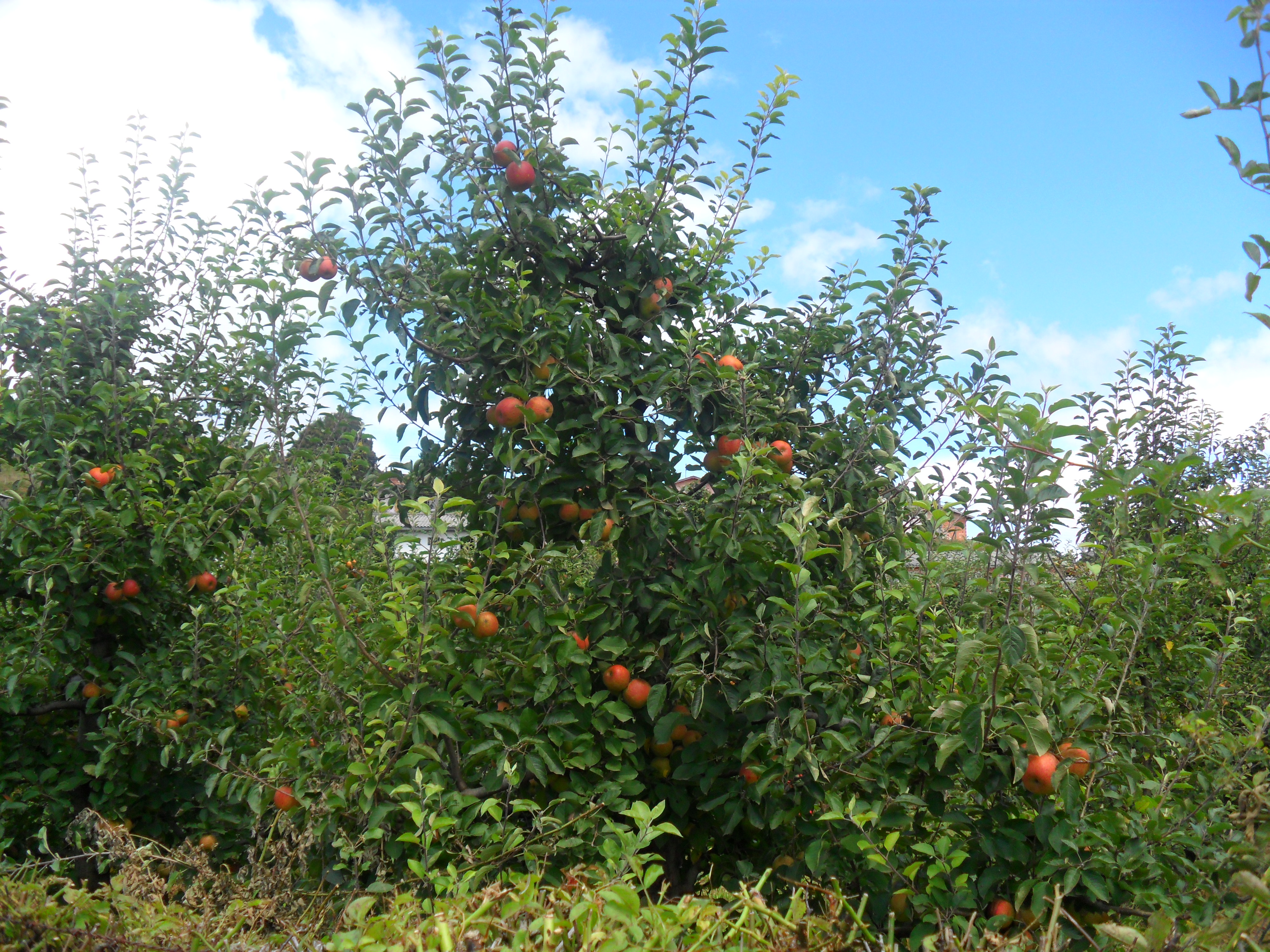
Manzanos en Santa Catarina

La Región Sur de Brasil incluye Rio Grande do Sul, Santa Catarina y Paraná. Cooperativas son una característica común de la agricultura allí. Soja, maíz, trigo, arroz, tabaco, uva, manzana, caña de azúcar, yuca, frijoles y yerba mate son los aspectos más destacados de la región. También tiene producciones relevantes de naranja, avena, cebada, melocotón, higo, cebolla, ajo, mandarina, caqui y fresa.  La región es el mayor productor de tabaco de Brasil y el mayor exportador del mundo.
En 2020, el Sur produjo el 32% del total nacional de cereales, verduras y oleaginosas. Hubo 77,2 millones de toneladas, el segundo lugar en Brasil, perdiendo solo en el Medio Oeste. Paraná (14.9%) y Rio Grande do Sul (14.3%) son los productores segundo y tercero más grandes del país.
Rio Grande do Sul es el mayor productor de arroz del país, con el 70.5% de la producción de Brasil, cerca de 7.3 millones de toneladas en 2020. Santa Catarina fue el segundo mayor productor nacional, con alrededor de 1.1 millones de toneladas del producto.
Rio Grande do Sul es el mayor productor de tabaco en Brasil, y es el mayor exportador del mundo. Brasil es el segundo mayor productor mundial y líder en exportaciones de tabaco desde la década de 1990, con el 98% de la producción brasileña en la Región Sur.
La región occidental de Paraná es hoy el polo principal para transformar los granos en proteína animal en el país.
En soya, Paraná y Rio Grande do Sul se encuentran entre los mayores productores del país, con alrededor del 16% de la producción nacional para cada uno, solo superado por Mato Grosso, que tiene el 27% de la producción. Paraná produjo 19.8 millones de toneladas en 2020, y Rio Grande do Sul produjo 19.3 millones de toneladas. En 2019, Santa Catarina cosechó 2,3 millones de toneladas.
Con respecto a caña de azúcar, Paraná fue, en 2017, el quinto mayor productor de caña, el tercero de azúcar y el quinto de alcohol en el país. Este año cosechó cerca de 46 millones de toneladas de caña. El sector estatal de azúcar y alcohol tiene 25 plantas y emplea a unas 55 000 personas. Las regiones de Umuarama, Paranavaí, Maringá y Jacarezinho concentran la producción. Brasil es el mayor productor mundial, con 672.8 millones de toneladas cosechadas en 2018.
En la producción de yuca, Brasil produjo un total de 17,6 millones de toneladas en 2018. Paraná fue el segundo mayor productor del país, con 3,2 millones de toneladas. Rio Grande do Sul fue cuarto, con casi 1 millón de toneladas. Santa Catarina produjo 351 000 toneladas.
Sobre naranja, Paraná fue el tercer productor más grande de Brasil en 2018, con un total de 834 000 toneladas. Rio Grande do Sul fue quinto, con 367 000 toneladas. Santa Catarina tuvo una pequeña producción.
La Región Sur es el mayor productor de cebada en Brasil. En la década de 1990, el estado de Rio Grande do Sul era el mayor productor (66.8% de la producción total del país), sin embargo, en la década siguiente, Paraná comenzó a ocupar esta posición (49.8% de la producción). En el período 2007-2011, el 55.0% del área de cultivo se concentró en Paraná (62.6% de la producción), 42.4% en Rio Grande do Sul (34.9% de la producción) y 2.6% en Santa Catarina (2.5% de la producción). El estado de Paraná cosechó 219 200 toneladas en 2019, el 60% de la producción nacional. Además del clima más frío que requiere la cebada, la ventaja de los productores en Paraná es la proximidad a la planta de malta más grande de América Latina, ya que la cebada se cultiva a escala comercial exclusivamente para su uso en la fabricación de malta, la principal materia prima. de la industria cervecera. Sin embargo, Brasil está lejos de ser autosuficiente en la producción de cebada. El mercado brasileño consume, en promedio, 1,5 millones de toneladas por año. Brasil produce 335 000 toneladas, cerca del 22%. La mayoría, el 73%, provienen de Argentina y Uruguay.
Rio Grande do Sul es también el mayor productor nacional de trigo, otro cultivo que requiere climas fríos, con 2,3 millones de toneladas en 2019. Paraná es el segundo mayor productor, con una producción casi idéntica a Rio Grande do Sul. En 2019, los 2 estados cosecharon juntos alrededor del 85% de la cosecha de Brasil, pero aun así, el país es uno de los mayores importadores mundiales de cereales, ya que importó alrededor de 7 millones de toneladas este año, para satisfacer un consumo de 12 millones de toneladas. La mayor parte del trigo que importa Brasil proviene de Argentina.
La Región Sur también es el mayor productor de avena en Brasil. En 2019, la producción nacional fue cercana a las 800 000 toneladas, casi todas realizadas en el Sur (Paraná y Rio Grande do Sul), con una pequeña producción en Mato Grosso do Sul.
En 2017, Paraná fue el segundo mayor productor de maíz del país con 41.5 millones de toneladas; tercero, Rio Grande do Sul, con 35,3 millones. En 2019, la producción de maíz en Santa Catarina alcanzó 2,8 millones de toneladas.
Desde 2006, Paraná ha liderado la producción de frijoles en Brasil. Brasil es el tercer mayor productor de frijoles del mundo, con una cosecha anual de alrededor de 3 millones de toneladas, el 11% de la producción mundial. En 2018, la Región Sur fue el principal productor de frijoles con el 26.4% del total, seguido por el Medio Oeste (25.4%), la Región Sudeste (25.1%), el Noreste (20.6%) y el Norte (2.5%). El Estado de Paraná lidera el ranking de los principales productores nacionales con el 18.9% del total producido.
Rio Grande do Sul es responsable del 90% de la producción nacional de uva, y produce el 90% del vino producido en el país, el 85% del vino espumoso y el 90% del jugo de uva, principalmente en el área de Caxias do Sul y sus alrededores. Santa Catarina tuvo una producción anual de alrededor de 23 000 toneladas de uva en 2019, con un 86% de la producción estatal ubicada en los municipios de Caçador, Pinheiro Preto, Tangará y Videira. Sin embargo, la mayor parte de la producción nacional se encuentra en Rio Grande do Sul (664 200 toneladas en 2018).
Los tres estados del sur del país son responsables del 95% de la producción nacional de manzana, y Santa Catarina aparece en la parte superior de la lista de producción, disputando con Rio Grande do Sul. La región de São Joaquim es responsable del 35% de la plantación nacional de manzanas. Rio Grande do Sul cosecha el 45% de las manzanas brasileñas y es el mayor exportador de manzanas del país. La región cercana a Vacaria es lo más destacado: concentra el 88% de la producción estatal y el 37% de la producción nacional.
Rio Grande do Sul es el mayor productor de duraznos en Brasil, con la mitad del volumen cosechado en Brasil en 2018. El resto de la producción brasileña se lleva a cabo en Santa Catarina, Paraná, São Paulo y Minas Gerais.
Rio Grande do Sul es también el mayor productor de higo en el país, según datos de 2018.
Santa Catarina es un líder nacional en la producción de cebollas. En 2017, produjo 630 000 toneladas, especialmente en los municipios de Alfredo Wagner, Angelina y Rancho Queimado. También fue el tercer mayor productor de ajo en Brasil en 2018, con una superficie plantada de aproximadamente 2000 (dos mil) hectáreas. La región de Curitibanos es el mayor productor del estado.
En 2019, Brasil produjo alrededor de 900 000 toneladas de yerba mate anualmente. Paraná es el mayor productor en volumen y Rio Grande do Sul en las áreas de plantación (y donde el sector está más industrializado). Según datos de 2017, Paraná cosechó 301 000 toneladas de yerba mate por método extractivo, mientras que Rio Grande do Sul cosechó 17 000 toneladas. Por otro lado, mientras los gauchos cosecharon 302 000 toneladas de hierba plantada, el Paraná cosechó 237 000 toneladas con este método. El potencial productivo de la yerba mate todavía está poco explorado en Brasil, con una buena parte de la cosecha realizada por el sistema extractivo y con bajos niveles de productividad. Sin embargo, muchos nuevos productores están adoptando sistemas de producción más profesionales y eficientes, con agudeza técnica de gestión y visión de mercado globalizada. Esto tiende a aumentar la exportación de Brasil de este producto.
En café, Paraná es el estado productor ubicado más al sur del país. Alguna vez fue el estado productor más grande de Brasil: en 1962, Paraná representó el 58% de la producción nacional, pero en 2017, solo tenía el 2.7% del total producido en el país. La cultura del café ha sido reemplazada por otros cultivos de siembra, y el enfoque del estado hoy ha sido invertir en granos de café especiales y más caros.
En 2018, Rio Grande do Sul y Paraná fueron los productores tercero y cuarto más grandes de mandarina en Brasil. Rio Grande do Sul también es responsable del 19% de la producción de Brasil caqui, siendo el segundo mayor productor nacional.
En 2019, en Brasil, había un área de producción total de alrededor de 4000 hectáreas de fresa. Rio Grande do Sul y Paraná fueron los productores tercero y cuarto más grandes del país, con una superficie de aproximadamente 500 ha plantadas.

#### Sudeste

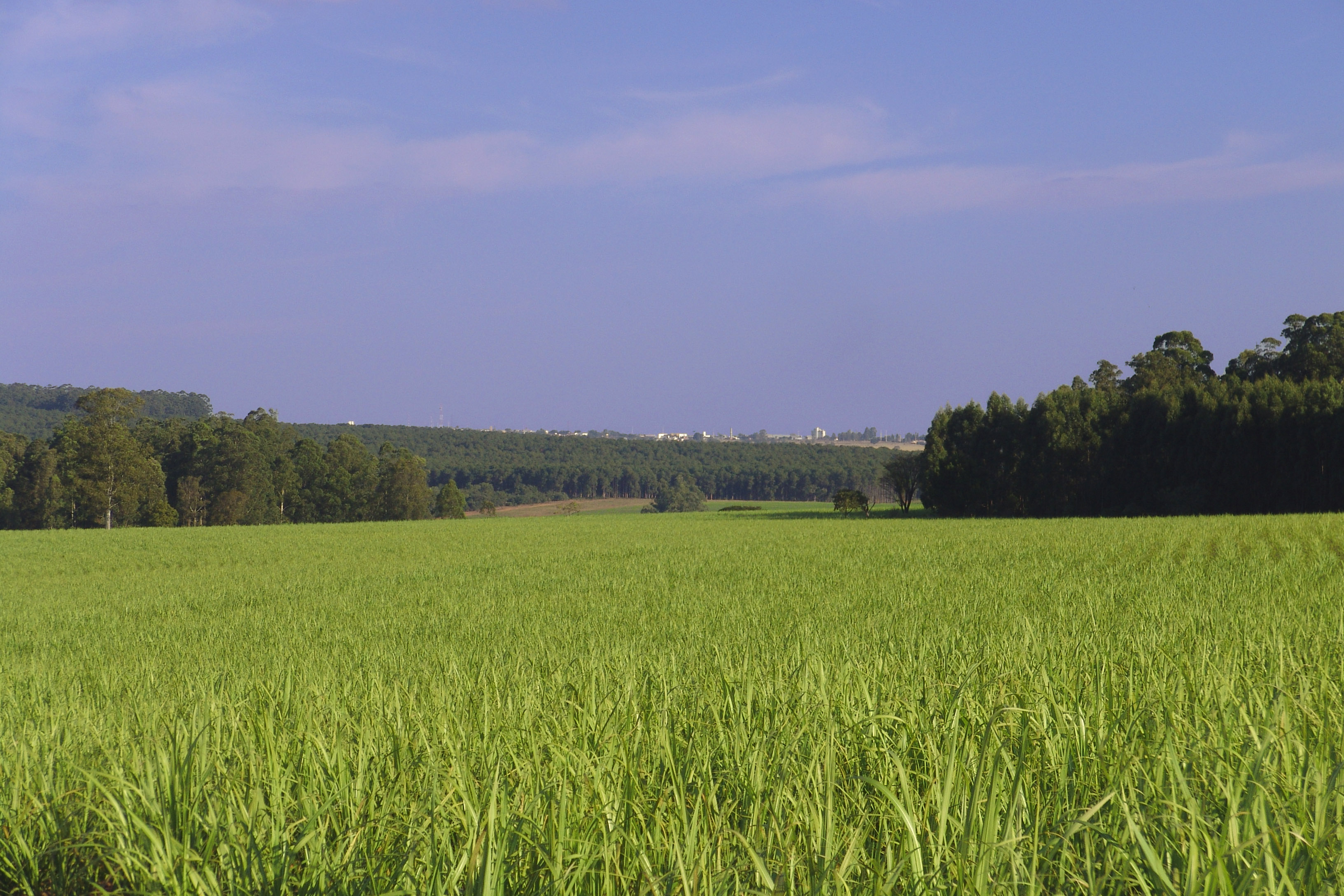
Plantación de caña en Avare, São Paulo.

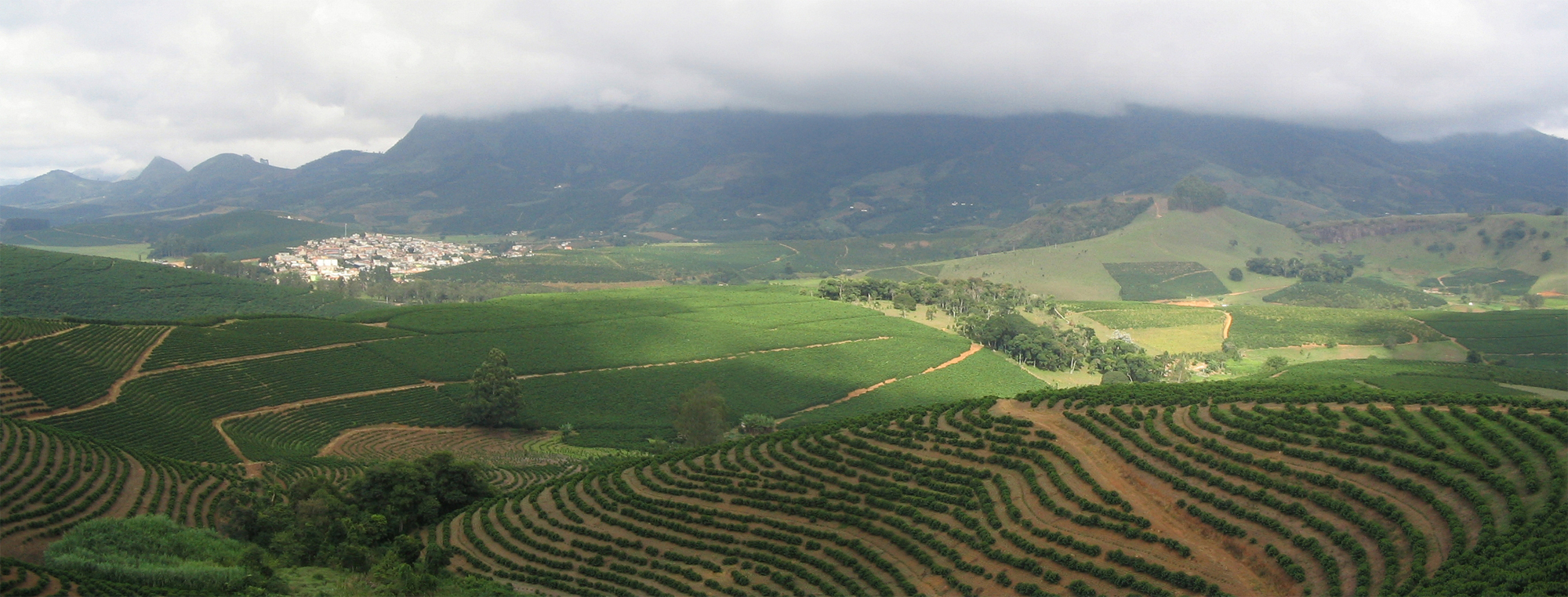
Café en São João do Manhuaçu, Minas Gerais

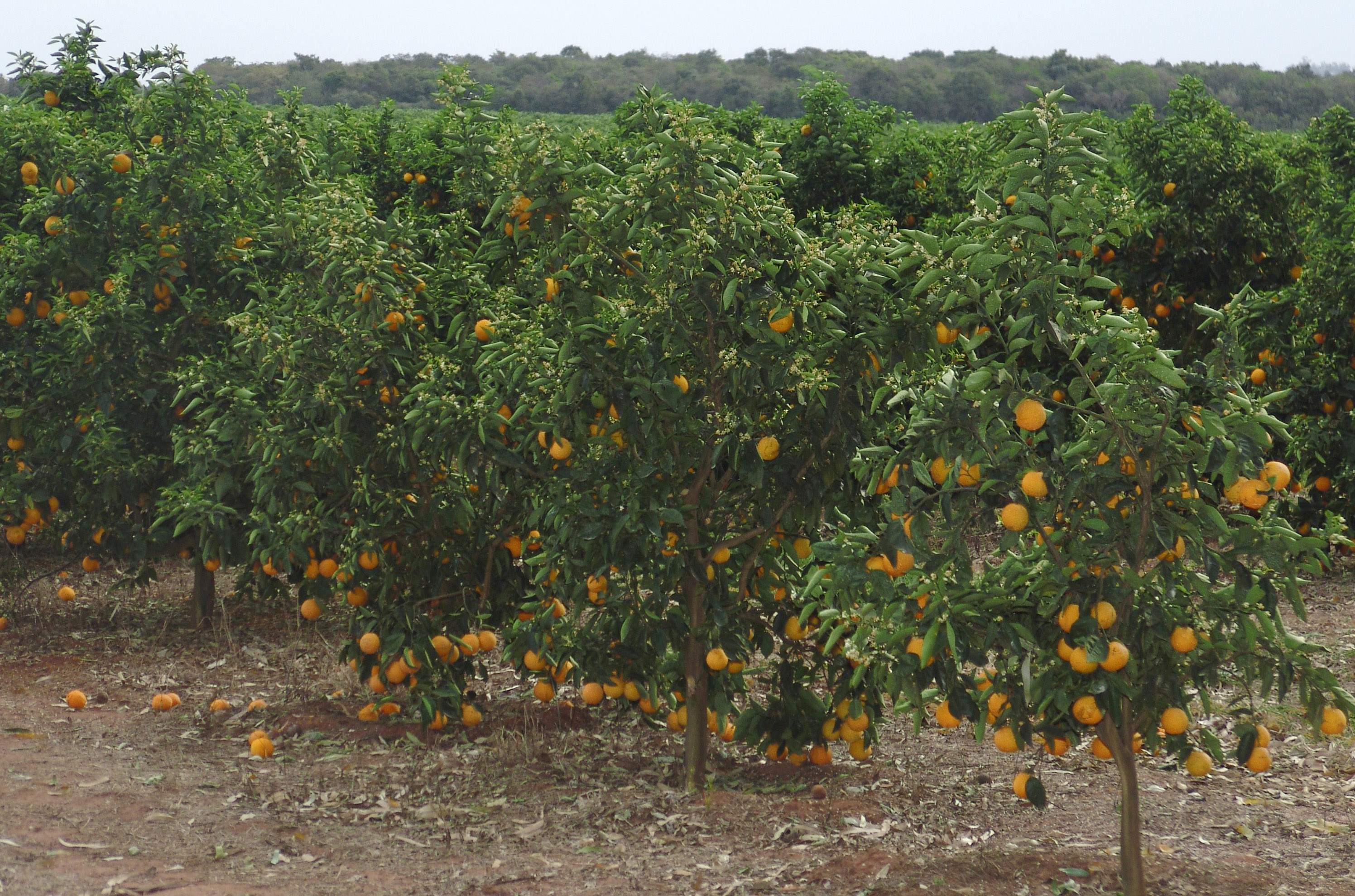
Naranja en Avaré, São Paulo

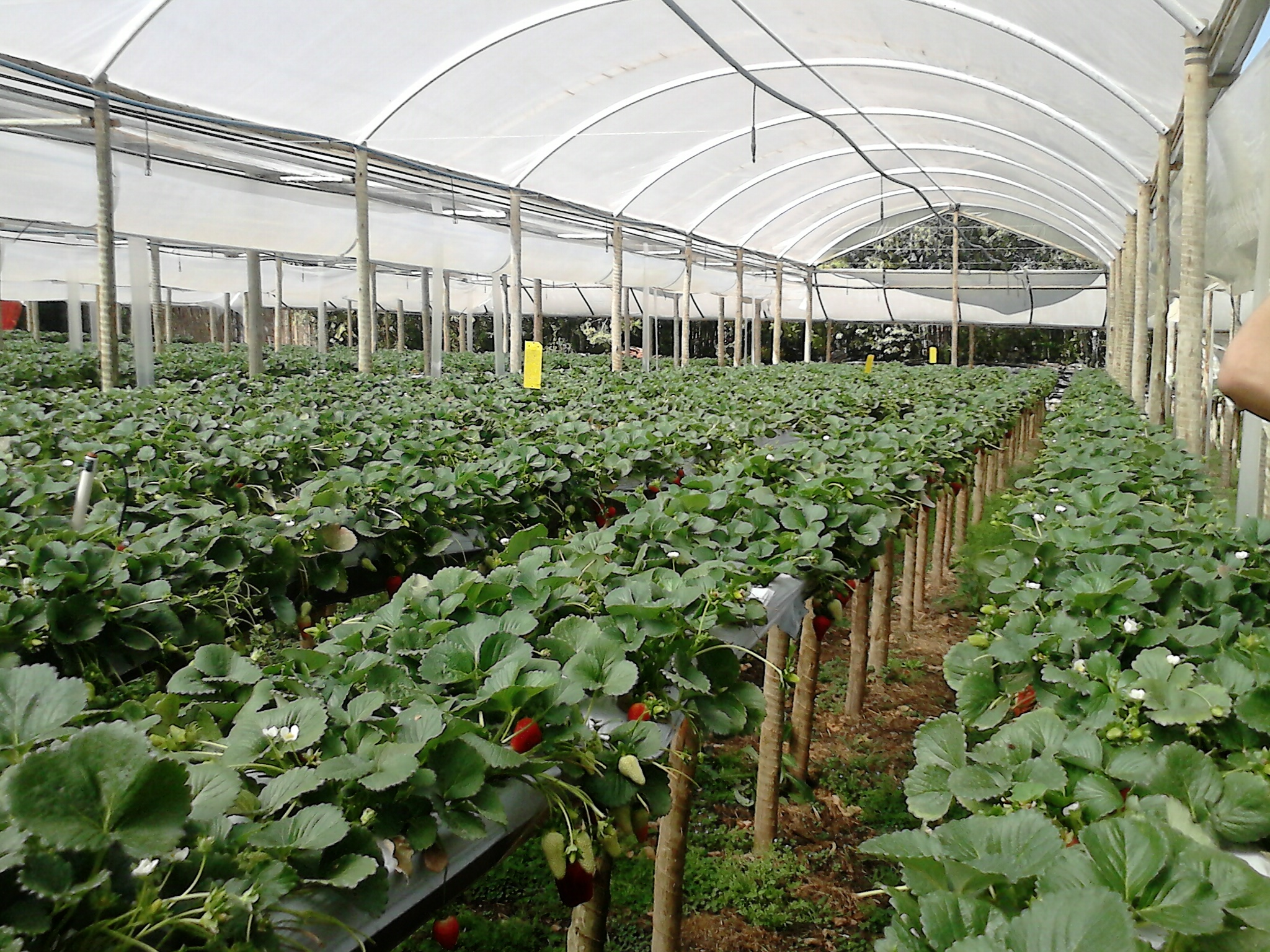
Fresa en Estiva, Minas Gerais

La Región Sudeste de Brasil incluye Minas Gerais, São Paulo, Río de Janeiro y Espírito Santo. Es responsable de la mayor parte de la agricultura brasileña, pero otras regiones están creciendo rápidamente. Es un productor gigante de café, caña de azúcar y naranja, y también tiene grandes producciones de soja, frijoles, maní, sorgo, zanahoria, patata, plátano, mandarina, limón, papaya, caqui, fresa y yuca.
En 2020, Minas Gerais fue el mayor productor de Coffea arabica en el país, con el 74% del total nacional (1,9 millones de toneladas, o 31,2 millones de sacos de 60 kg). Espírito Santo fue el mayor productor de Coffea canephora, con una participación del 66.3% del total (564 500 toneladas, o 9.4 millones de sacos de 60 kg). En 2017, Minas representó el 54.3% de la producción nacional total de café (primer lugar), Espírito Santo representó el 19.7% (segundo lugar) y São Paulo, el 9.8% (tercer lugar).
El sudeste es responsable de la mayor parte de la producción de caña de azúcar en el país. En 2020, São Paulo siguió siendo el mayor productor nacional, con 341,8 millones de toneladas, responsable del 51,2% de la producción. Minas Gerais fue el tercer mayor productor de caña de azúcar, representando el 11.1% del total producido en el país, con 74.3 millones de toneladas. El área alrededor de Campos dos Goytacazes, en Río de Janeiro, ha estado sufriendo la decadencia de esta actividad: a principios del siglo XX, Campos tenía 27 plantas en funcionamiento, y durante todo el siglo, Fue uno de los mayores productores de Brasil, sin embargo, en 2020, solo dos ingenios azucareros operaban en la ciudad. El estado, que cosechó alrededor de 10 millones de toneladas en la década de 1980, cosechó 1,8 millones de toneladas en el 2019/20. Espírito Santo cosechó casi 3 millones de toneladas en el mismo año.
Acerca de naranja, São Paulo es el principal productor del país y responsable del 77,5% del total nacional. En 2020, la producción se estimó en 13.7 millones de toneladas, o 334.6 millones de cajas de 40.8 kg. La mayor parte está destinada a la industrialización y exportación de jugo. Minas Gerais fue el segundo productor más grande en 2018, con un total de 948 000 toneladas.
El cultivo de soja, por otro lado, está aumentando, sin embargo, no se encuentra entre los mayores productores nacionales de este grano. En la cosecha 2018/2019, Minas Gerais cosechó 5 millones de toneladas (séptimo lugar en el país) y São Paulo, 3 millones.
Minas Gerais es el segundo mayor productor de frijoles en Brasil, con un 17,2% de la producción nacional en 2020. Además, es uno de los mayores productores nacionales de sorgo: alrededor del 30% de la producción brasileña de cereales. También ocupa el tercer lugar en la producción nacional de algodón.
El estado de São Paulo concentra más del 90% de la producción nacional de maní, y Brasil exporta alrededor del 30% de los maníes que produce.
São Paulo es también el mayor productor nacional de banana, con Minas Gerais en el tercer lugar y Espírito Santo en el séptimo lugar. Brasil ya era el 2.º productor más grande de la fruta en el mundo, actualmente en 3er lugar, perdiendo solo ante India y Ecuador.
En la producción de yuca, Brasil produjo un total de 17,6 millones de toneladas en 2018. São Paulo fue el tercer productor más grande del país, con 1,1 millones de toneladas. Minas Gerais fue 12.º, con casi 500 000 toneladas. Río de Janeiro y Espírito Santo tuvieron una pequeña producción.
En 2018, São Paulo y Minas Gerais fueron los mayores productores de mandarina en Brasil. Espírito Santo fue el mayor productor de papaya. Acerca de caqui, São Paulo es el mayor productor del país con un 58%, Minas ocupa el tercer lugar con un 8% y Río de Janeiro en el cuarto lugar con un 6%.
En 2019, en Brasil, había un área de producción total de alrededor de 4000 hectáreas de fresa. El mayor productor es Minas Gerais, con aproximadamente 1500 hectáreas, cultivadas en la mayoría de los municipios del extremo sur del estado, en la región de la Serra da Mantiqueira, siendo Pouso Alegre y Estiva los mayores productores. São Paulo ocupó el segundo lugar con 800 hectáreas, con producción concentrada en los municipios de Piedade, Campinas, Jundiaí, Atibaia y municipios cercanos.
El sudeste es el mayor productor de limón en el país, con el 86% del total obtenido en 2018. Solo el estado de São Paulo produce el 79% del total.
Con respecto a zanahoria, Brasil ocupó el quinto lugar en el ranking mundial en 2016, con una producción anual cercana a las 760 000 toneladas. En relación con las exportaciones de este producto, Brasil ocupa la séptima posición mundial. Minas Gerais y São Paulo son los 2 mayores productores de Brasil. Entre los centros de producción en Minas Gerais se encuentran los municipios de São Gotardo, Santa Juliana y Carandaí. En São Paulo, los municipios productores son Piedade, Ibiúna y Mogi das Cruzes. En cuanto a patata, el principal productor nacional es el estado de Minas Gerais, con el 32% del total producido en el país. En 2017, Minas Gerais cosechó alrededor de 1.3 millones de toneladas del producto. São Paulo posee el 24% de la producción.

#### Centro-Oeste

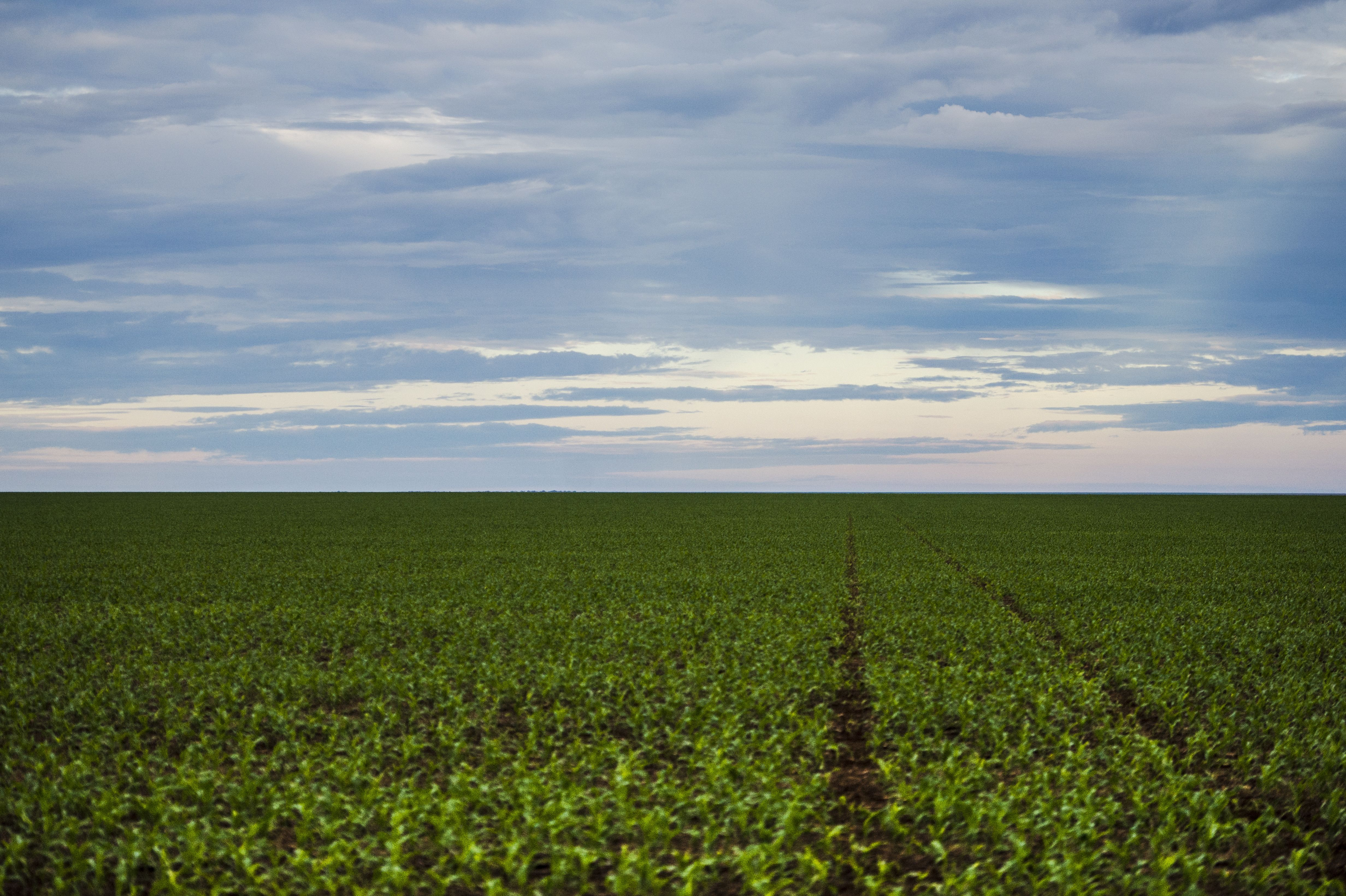
Plantación de soja en Mato Grosso

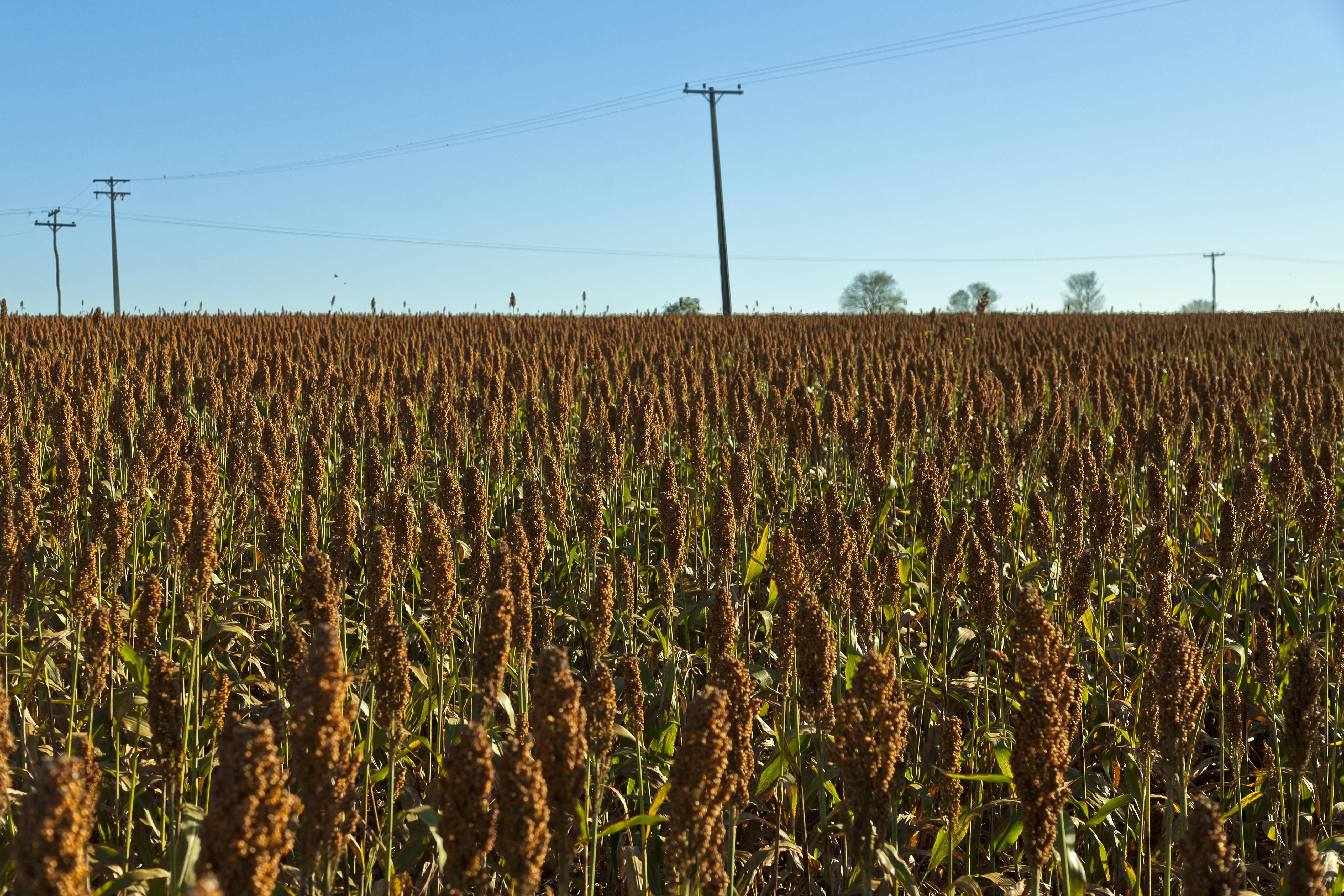
Plantación de sorgo en in Goiás

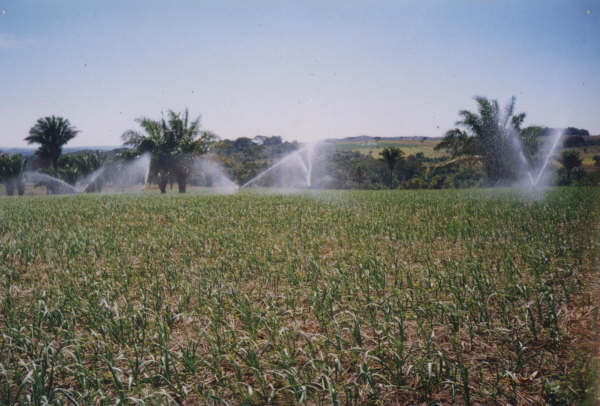
Ajo regado

La Región Centro-Oeste de Brasil incluye Mato Grosso, Mato Grosso do Sul, Goiás y Distrito Federal. La agricultura de esta región se desarrolló mucho más tarde que el resto del país, pero es la región que más crece en productividad. La región es uno de los mayores productores del mundo de soja, maíz y caña de azúcar, además de una gran producción de tomate, frijoles, algodón y sorgo, que también produce yuca.
En 2020, el Medio Oeste produjo el 46% de los cereales, vegetales y semillas oleaginosas del país: 111.5 millones de toneladas.
En 2020, Mato Grosso fue el líder en el productor nacional de granos en el país, con 28.0%. Goiás (10.0%) estaba en cuarto lugar y Mato Grosso do Sul (7.9%) en quinto lugar.
Goiás es el segundo mayor productor de caña de azúcar en el país, el 11.3% de la producción nacional, con 75.7 millones de toneladas cosechadas en la cosecha 2019/20. Mato Grosso do Sul ocupa el cuarto lugar, con alrededor de 49 millones de toneladas cosechadas. Mato Grosso cosechó 16 millones de toneladas, quedando en sexto lugar.
Mato Grosso es el mayor productor de soja en Brasil, con un 26,9% del total producido en 2020 (33,0 millones de toneladas), y el tercer mayor productor de frijoles, con un 10,5% de la producción brasileña.
Goiás tiene el liderazgo nacional en la producción de sorgo: produjo el 44% de la producción brasileña en el ciclo 2019/2020, con una cosecha de 1.09 millones de toneladas.
En 2017, Mato Grosso fue el mayor productor de maíz en el país con 58 millones de toneladas; cuarto, Goiás, con 22 millones.
Mato Grosso es también el mayor productor de algodón en Brasil, con alrededor del 65% de la producción nacional (1,8 de los 2,8 millones de toneladas cosechadas en el país). Goiás está en cuarto lugar.
Goiás es el líder brasileño en la producción de tomate: en 2019 produjo más de 1.2 millones de toneladas, un tercio de la producción total del país.
En la producción de yuca, Brasil produjo un total de 17,6 millones de toneladas en 2018. Mato Grosso do Sul fue el sexto productor más grande del país, con 721 000 toneladas. Mato Grosso produjo 287 000 toneladas. Goiás produjo 201 000 toneladas.
En 2019, Goiás se convirtió en el líder de la producción brasileña de ajo.

#### Noreste

Cocoteros en Pernambuco

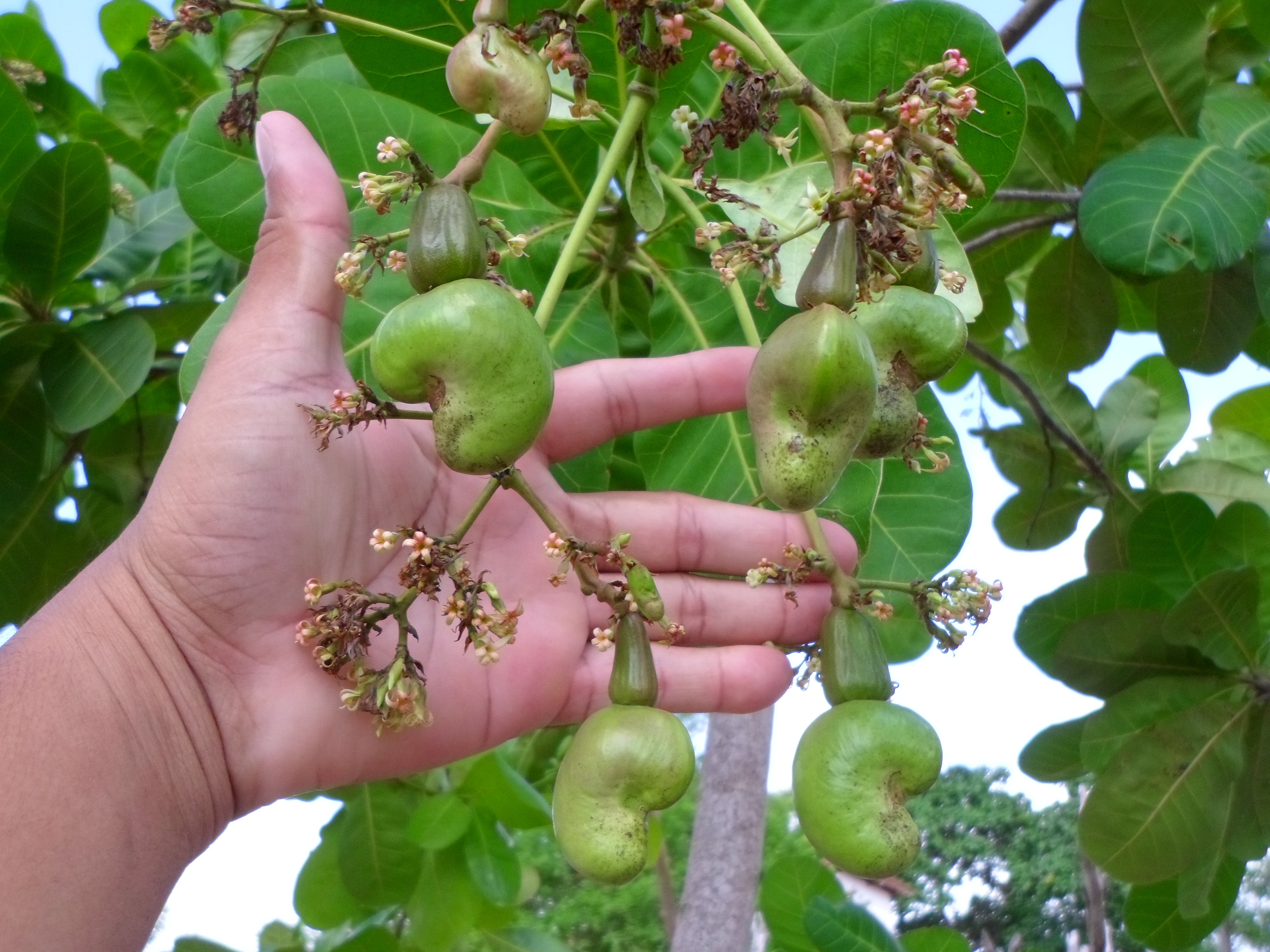
Anacardo en Ceará

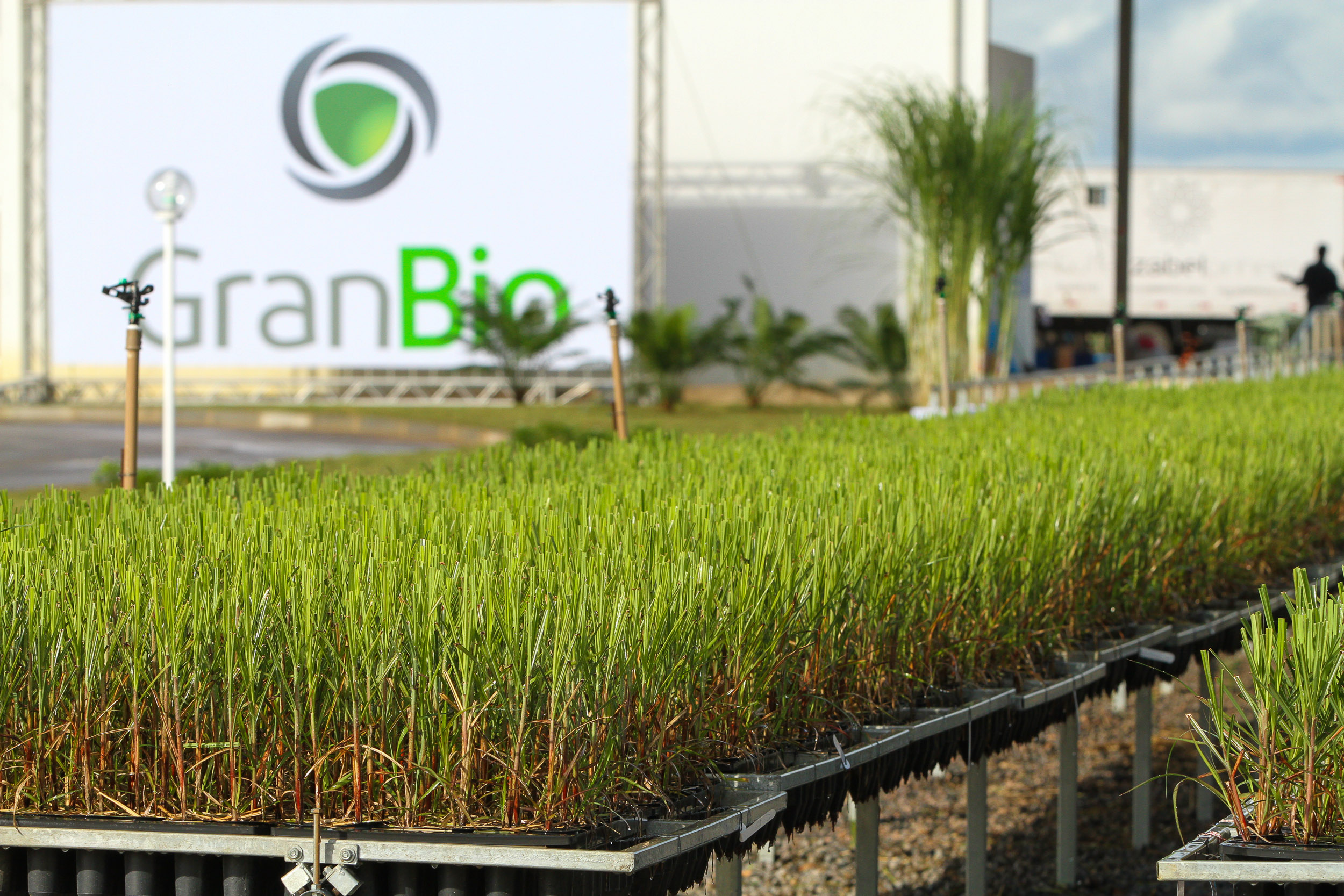
Caña de azúcar en Alagoas

La Región Noreste de Brasil incluye Bahía, Sergipe, Pernambuco, Alagoas, Paraíba, Rio Grande do Norte, Ceará, Piauí y Maranhão. La región es un importante productor de anacardo, caña de azúcar, cacao, algodón y frutas tropicales en general (principalmente coco , papaya, melón, plátano, mango, piña y guaraná). También tiene producciones relevantes de soja, maíz, frijol, yuca y naranja.
En 2017, la Región Noreste fue el mayor productor de coco en el país, con el 74.0% de la producción nacional. Bahía produjo 351 millones de frutas, Sergipe, 234 millones y Ceará 187 millones. Sin embargo, el sector ha sufrido una fuerte competencia y ha perdido mercado para Indonesia, Filipinas e India, los productores más grandes del mundo, que incluso exportan agua de coco a Brasil. Además de los problemas climáticos, la baja productividad de las palmas de coco en la región noreste es el resultado de factores relacionados con la variedad de coco cosechado y el nivel tecnológico utilizado en las regiones costeras. En estas áreas, el sistema de cultivo semi-extractivo aún prevalece, con baja fertilidad y sin la adopción de prácticas de gestión cultural. Los tres estados que tienen la mayor producción, Bahía, Sergipe y Ceará, presentan un rendimiento tres veces menor que el de Pernambuco, que ocupa el quinto lugar en la producción nacional. Esto se debe a que la mayoría de los cocoteros en estos tres estados se encuentran en áreas costeras y se cultivan en sistemas semi-extractivistas.
La producción de anacardo en Brasil se lleva a cabo casi exclusivamente en el noreste. El área ocupada por los anacardos en Brasil en 2017 se estimó en 505 500 ha; de este total, el 99.5% se encuentra en el noreste. Los principales productores de esta región son Ceará (61,6% del área nacional), Rio Grande do Norte y Piauí. Sin embargo, Brasil, que en 2011 fue el quinto mayor productor mundial de anacardos, en 2016, cayó a la posición 14, con un 1,5% del volumen total de nueces producidas en el mundo. Vietnam, Nigeria, India y Costa de Marfil fueron los mayores productores de anacardos del mundo en 2016, con el 70,6% de la producción mundial. En los últimos años, ha aumentado la competencia con algunos países africanos, donde los programas gubernamentales han impulsado la expansión de la cultura y la capacidad de procesamiento. Se estima que a 295 000 toneladas por año la capacidad instalada para procesar anacardos en el noreste, sin embargo, la Región solo logró producir alrededor de una cuarta parte de esa cantidad. Entre los principales productores mundiales, Brasil tiene la productividad más baja. Se señalan varios factores como la causa de la baja productividad y la caída en la producción brasileña de anacardos. Una razón es que la mayoría de los huertos están en una fase de declive natural en la producción. Además, los anacardos gigantes, que son la mayoría en la Región, son explotados de manera casi extractiva, con un bajo uso de la tecnología.
En la producción de cacao, durante mucho tiempo, Bahia lideró la producción brasileña. Hoy, está disputando el liderazgo de la producción nacional con el estado de Pará. En 2017 Pará obtuvo el liderazgo por primera vez. En 2019, la gente de Pará cosechó 135 000 toneladas de cacao y los bahianos cosecharon 130 000 toneladas. El área de cacao de Bahía es prácticamente tres veces mayor que la de Pará, pero la productividad de Pará es prácticamente tres veces mayor. Algunos factores que explican esto son: los cultivos en Bahía son más extractivistas, y los de Pará tienen un estilo más moderno y comercial, además de paraenses que usan semillas más productivas y resistentes, y su región brinda resistencia a Escoba de bruja.
En 2018, el noreste estaba en el tercer lugar entre las regiones que más producen caña de azúcar en el país. Brasil es el mayor productor mundial, con 672.8 millones de toneladas cosechadas este año. El noreste cosechó 45.7 millones de toneladas, 6.8% de la producción nacional. Alagoas es el mayor productor, con el 33,3% de la producción del noreste (15,2 millones de toneladas). Pernambuco es el segundo productor más grande del noreste, con el 22.7% del total en la región (10.3 millones de toneladas). Paraíba tiene el 11,9% de la producción del noreste (5,5 millones de toneladas) y Bahía, el 10,24% de la producción (4,7 millones de toneladas).
Bahia es el segundo mayor productor de algodón en Brasil, perdiendo solo ante Mato Grosso. En 2019, cosechó 1,5 millones de toneladas del producto.
En soya, Brasil produjo cerca de 120 millones de toneladas en 2019, siendo el mayor productor mundial. En 2019, el noreste produjo cerca de 10,7 millones de toneladas, o el 9% del total brasileño. Los mayores productores del noreste fueron Bahía (5,3 millones de toneladas), Maranhão (3 millones de toneladas) y Piauí (2,4 millones de toneladas).
En la producción de maíz, en 2018 Brasil fue el tercer productor más grande del mundo, con 82 millones de toneladas. El noreste produjo aproximadamente el 8,4% del total del país. Bahía fue el mayor productor del noreste, con 2,2 millones de toneladas. Piauí fue el segundo productor más grande del Nordeste, con 1.5 millones de toneladas, y Maranhão fue el tercero más grande, con 1.3 millones de toneladas.
En 2018, la Región Sur fue el principal productor de frijoles con el 26.4% del total, seguida por el Medio Oeste (25.4%), la Región Sudeste (25.1%), el Noreste (20.6%) y el Norte (2.5%). Los mayores productores del noreste fueron Ceará, Bahía, Piauí y Pernambuco.
En la producción de yuca, Brasil produjo un total de 17,6 millones de toneladas en 2018. Maranhão fue el séptimo productor más grande del país, con 681 000 toneladas. Ceará fue noveno, con 622 000 toneladas. Bahía fue décima con 610 000 toneladas. En total, el noreste produjo 3,5 millones de toneladas.
Acerca de naranja, Bahía fue el cuarto productor más grande de Brasil en 2018, con un total de 604 000 toneladas. Sergipe fue sexto, con 354 000 toneladas. Alagoas fue séptimo con 166 000 toneladas.
Bahía es el segundo mayor productor de fruta del país, con más de 3,3 millones de toneladas al año, detrás de São Paulo. El norte de Bahía es uno de los principales proveedores de fruta en el país. El Estado es uno de los principales productores nacionales de diez tipos de fruta. En 2017, Bahia lideró la producción de cajarana, coco, fruta de conde o piña, guanábana, umbu, jaca, licuri, mango y maracuyá, y ocupa el segundo lugar en cacao, almendra, atemoia, cupuaçu, lima y limón, y el tercero plátano, carambola, guayaba, papaya, sandía, melón, cereza, granada y uvas de mesa. En total, 34 productos de la cultura de frutas de Bahía tienen una participación importante en la economía nacional.
Rio Grande do Norte es el mayor productor de melón en el país. En 2017 produjo 354 000 toneladas, distribuidas entre las ciudades de Mossoró, Tibau y Apodi. La región Noreste representó el 95.8% de la producción del país en 2007. Además de Rio Grande do Norte, que en 2005 produjo el 45.4% del total del país, los otros 3 más grandes del país fueron Ceará, Bahía y Pernambuco.
En la producción de papaya, en 2018 Bahía fue el segundo estado productor más grande de Brasil, casi igual a Espírito Santo. Ceará estaba en 3er lugar y Rio Grande do Norte en 4.º lugar.
Bahia fue el mayor productor de mango en el país en 2019, con una producción de alrededor de 281 000 toneladas por año. Juazeiro (130 000 toneladas por año) y Casa Nova (54 000 toneladas por año) están en la parte superior de la lista de ciudades brasileñas que lideran el cultivo de frutas.
En la producción de banana, en 2018 Bahia fue el segundo mayor productor nacional. Pernambuco quedó en quinto lugar.
Con respecto a piña, en 2018 Paraíba fue el segundo estado productor más grande de Brasil.
Bahia es el mayor productor brasileño de guaraná. En 2017, la producción brasileña fue cercana a 3.3 millones de toneladas. Bahía cosechó 2,3 millones (principalmente en la ciudad de Taperoá), Amazonas 0,7 millones (principalmente en la ciudad de Maués) y el resto del país, 0,3 millones. A pesar de que la fruta se originó en la Amazonía, desde 1989 Bahía ha vencido a Amazonas en términos de volumen de producción y productividad de guaraná, debido a que el suelo en Bahía es más favorable, además de la ausencia de enfermedades en la región. Sin embargo, los usuarios más famosos del producto adquieren del 90% al 100% de su guaraná de la región amazónica, como Ambev y Coca-Cola. Los precios del guaraná de Bahía están muy por debajo de los de otros estados, pero las exenciones de impuestos de Sudam hacen que la industria de las bebidas prefiera comprar semillas en el norte, lo que ayuda a mantener el mayor valor agregado del guaraná amazónico. Las industrias farmacéuticas e importadores, por otro lado, compran más guaraná de Bahía, debido al precio.

#### Norte

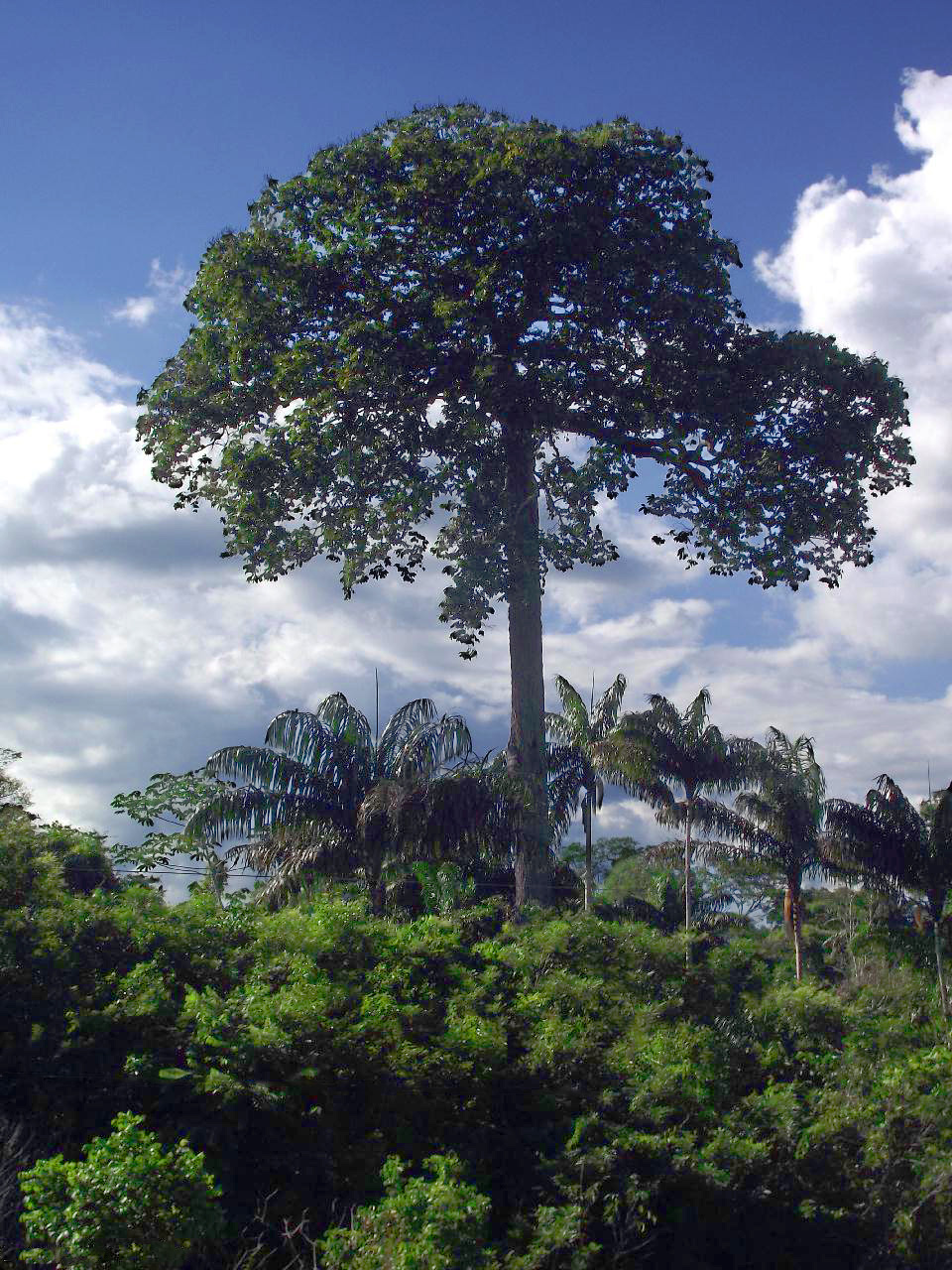
Castaño en Pará

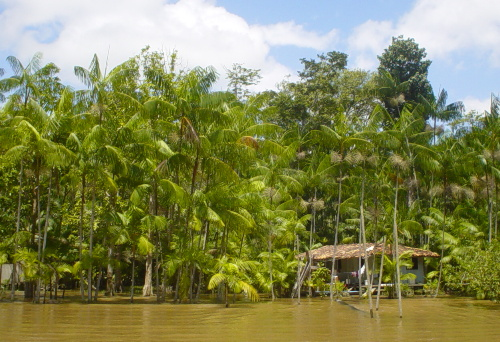
Acai en Pará

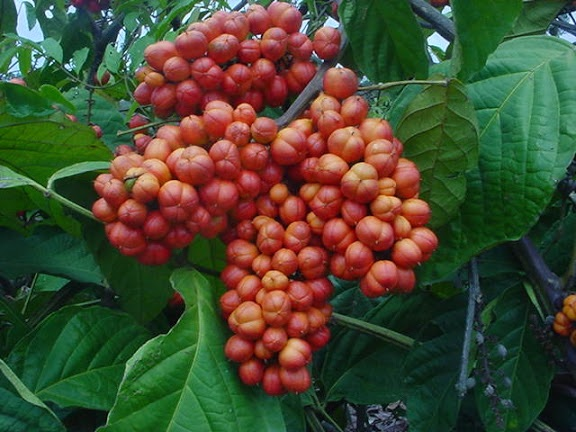
Guarana en Rondonia

La Región Norte de Brasil incluye Acre, Amapá, Amazonas, Pará, Rondônia, Roraima y Tocantins. La región tiene una gran producción de yuca y frutas tropicales como açaí, piña, coco, cacao, plátano y guaraná, además de ser un gran productor de castaña de Pará, pimienta negra y soja.
En la producción de yuca, Brasil produjo un total de 17,6 millones de toneladas en 2018. Pará fue el mayor productor del país, con 3,8 millones de toneladas. Amazonas fue quinto, con 889 000 toneladas. Acre fue octavo con 667 000 toneladas. En total, el norte produjo 6,4 millones de toneladas.
En 2019, Pará produjo el 95% de açaí en Brasil. El estado comercializó más de 1.2 millones de toneladas de la fruta, con un valor de más de US $ 1,5 billones, aproximadamente el 3% del PIB del estado. El segundo mayor productor de açaí en Brasil es Amazonas (52 000 toneladas), seguido de Roraima (3500 toneladas).
En 2018, Pará fue el mayor productor brasileño de piña, con 426 millones de frutas cosechadas en casi 19 000 hectáreas. En 2017, Brasil fue el tercer productor más grande del mundo (cerca de 1.500 millones de frutas cosechadas en aproximadamente 60 000 hectáreas). Es la quinta fruta más cultivada del país. El sureste de Pará tiene el 85% de la producción estatal: las ciudades de Floresta do Araguaia (76.45%), Conceição do Araguaia (8.42%) y Salvaterra (3.12%) lideraron el ranking este año. Floresta do Araguaia también tiene la mayor industria de jugo concentrado de frutas en Brasil, exportando a la Unión Europea, Estados Unidos y Mercosur.
Pará es también uno de los mayores productores brasileños de coco. En 2019, fue el tercer productor más grande del país, con 191.8 millones de frutas cosechadas, solo superada por Bahía y Ceará.
Pará es el segundo mayor productor brasileño de pimienta negra, con 34 000 toneladas cosechadas en 2018.
La castaña de Pará siempre ha sido uno de los principales productos de extracción en el norte de Brasil, con recolección en el suelo del bosque. Sin embargo, en las últimas décadas, se creó el cultivo comercial de castaña. Ya hay propiedades con más de 1 millón de castaños para la producción a gran escala. Los promedios anuales de producción en Brasil variaron entre 20 000 y 40 000 toneladas por año en 2016.
En la producción de cacao, Pará ha estado compitiendo con Bahía por el liderazgo de la producción brasileña. En 2017 Pará obtuvo el liderazgo por primera vez. En 2019, la gente de Pará cosechó 135 000 toneladas de cacao y los bahianos cosecharon 130 000 toneladas. El área de cacao de Bahía es prácticamente tres veces mayor que la de Pará, pero la productividad de Pará es prácticamente tres veces mayor. Algunos factores que explican esto son: los cultivos en Bahía son más extractivistas, y los de Pará tienen un estilo más moderno y comercial, además de paraenses que usan semillas más productivas y resistentes, y su región brinda resistencia a Escoba de bruja . Rondônia es el tercer mayor productor de cacao del país, con 18 000 toneladas cosechadas en 2017.
Amazonas es el segundo mayor productor brasileño de guaraná. En 2017, la producción brasileña fue cercana a 3.3 millones de toneladas. Bahía cosechó 2,3 millones (principalmente en la ciudad de Taperoá), Amazonas 0,7 millones (principalmente en la ciudad de Maués) y el resto del país, 0,3 millones. A pesar de que la fruta se originó en la Amazonía, desde 1989 Bahía ha vencido a Amazonas en términos de volumen de producción y productividad de guaraná, debido a que el suelo en Bahía es más favorable, además de la ausencia de enfermedades en la región. Sin embargo, los usuarios más famosos del producto adquieren del 90% al 100% de su guaraná de la región amazónica, como Ambev y Coca-Cola. Los precios del guaraná de Bahía están muy por debajo de los de otros estados, pero las exenciones de impuestos de Sudam hacen que la industria de las bebidas prefiera comprar semillas en el norte, lo que ayuda a mantener el mayor valor agregado del guaraná amazónico. Las industrias farmacéuticas y los importadores, por otro lado, compran más guaraná de Bahía, debido al precio.
En soja, Tocantins, Pará y Rondônia se destacan. En la cosecha de 2019, Tocantins cosechó 3 millones de toneladas, Pará 1.8 millones y Rondônia 1.2 millones. La producción crece constantemente en los estados del norte.
En 2018, tenía el 13% de la producción nacional de plátano: Pará, el estado más grande del norte en la producción de esta fruta, ocupó el sexto puesto nacional.